# ウィラメット川
ウィラメット川（ウィラメットがわ、英語: Willamette River）はコロンビア川の主要支流の一つであり、その流量の12～15パーセントを占めている。ウィラメット川本流の延長は301キロメートル (187 mi)あり、アメリカ合衆国オレゴン州北西部のほとんどを流域とする。ウィラメット川とその支流は、オレゴン海岸山脈とカスケード山脈との間を北流しウィラメットバレーを形成する。この谷筋には、オレゴン州都のセイラムや、コロンビア川との合流点にある同州最大の都市ポートランドなどがあり、オレゴン州の総人口のうち３分の２が居住している。
ウィラメット川の流域となっている陸塊は、元々3,500万年前にプレートテクトニクスの働きにより誕生し、火山活動と浸蝕による変化にさらされてきたが、最終氷期の末期に発生したミズーラ洪水によって現状の様相となった。人類がこの流域に到達したのは1万年以上前と考えられている。かつては多くの部族が下流域やコロンビア川との合流点付近に集落を築いていた。また上流域にも先住民族が広く居住していた。
洪水により運ばれてくる豊かな土壌とカスケード山脈西斜面への降雨により、ウィラメットバレーは北アメリカでも有数の肥沃な穀倉地帯となっており、19世紀に多くの開拓者がオレゴン・トレイルを伝ってこの地を目指した。19世紀におけるウィラメット川は主要交通路であったが、ポートランドの上流にあるウィラメット滝が水運の大きな妨げとなっていた。21世紀の今、川に沿って幹線道路が走り、本流をまたぐ橋梁がおおよそ30ヶ所設けられている。ユージーン地域を中心に歩行者・自転車専用橋が10ヶ所弱あり、鉄道橋も複数架けられている。川の状況に応じて運行される有料のフェリーもあり、インディペンデンスとセイレムの南でマリオン郡とポーク郡を結ぶブエナ・ビスタ・フェリーや、カイザーの北で両岸を結ぶウィートランド・フェリー、クラカマス郡のキャンビー北部にあるキャンビー・フェリーなどがある。
1900年以降、ウィラメット川の流域には大規模なダムが15ヶ所以上、小型のものが数多く建設された。そのうち13ヶ所はアメリカ陸軍工兵隊が管理している。建設されたダムの目的は基本的に水力発電だが、ダム湖でのレクリエーションや洪水調節にも活用されている。ウィラメット川の水系には60種の魚類が棲息している。その多くはサケやマスだが、ダムなどの河川改修や下流域で顕著な水質汚染にも耐えて繁栄している。1987年にはウィラメット川の氾濫原が、アメリカ合衆国国定自然地域として登録された。更に1998年には、この川全体がアメリカ遺産河川に指定されている。
流域にはインテルの工場が複数あるためインテルチップのアーキテクチャには、この地域や川のコードネームをもったものがいくつかある。

## 流路

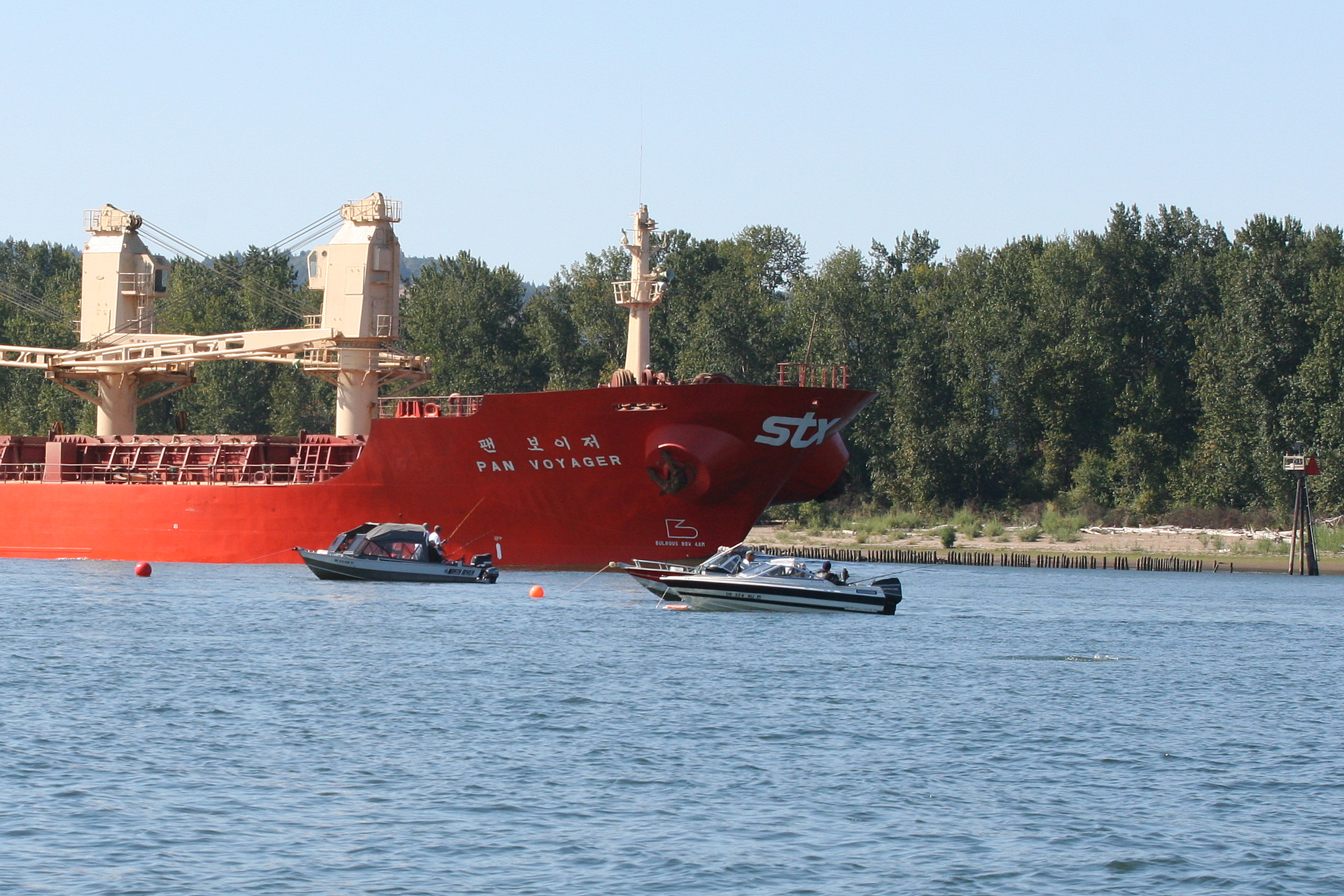
ウィラメット川の合流点で錨泊している外航貨物船

ウィラメット川上流域の支流は、ユージーンの南から南東にかけての山々を水源としている。スプリングフィールド近郊のミドル・フォーク・ウィラメット川とコースト・フォーク・ウィラメット川との合流点からウィラメット川の本流が始まり、コロンビア川へ向けて北向きに301キロメートル (187 mi)流下していく。川の流れはニューバーグの付近で一旦大きく東へ向きを変え、そこから29キロメートル (18 mi)流れ下ったところで再び北へと転ずる。ポートランドのダウンタウンから北にある合流点の近くで、川は二手に分かれソーヴィー島の周りを流れる。水運での利用が盛んなこの2つの水路は、連邦政府が管理している。両者のうち川幅の広い本流はポートランド港および川沿いの工業地帯へのアクセス航路となっており、水深は12メートル (40 ft)で川幅が180 - 580メートル (600 - 1,900 ft)の間で変化するが、最下流部では610メートル (2,000 ft)まで拡がる。この水路はコロンビア川の河口から162.5キロメートル (101 mi)の地点で合流する。より狭い派川であるマルトノマ川は、全長33.8キロメートル (21 mi)で、川幅はおおむね180メートル (600 ft)あり水深は12.2メートル (40 ft)である。その終わりはコロンビア川の河口から162.5キロメートル (101 mi)で、コロンビア郡のセントヘレンズにほど近い。
マルトノマ川をコロンビア川の既存の航路と合わせて 166.6キロメートル (103.5 mi)にわたって 13メートル (43 ft) まで浚渫する計画がある。1850年代から1960年代にかけて、河道の直線化や洪水調節事業、農地や都市計画にもとづく造成により、マッケンジー川の合流点からハリスバーグまでの川の全長が65パーセントも短くなった。さらに、ハリスバーグとオールバニ間も、流長が40パーセント短縮している。

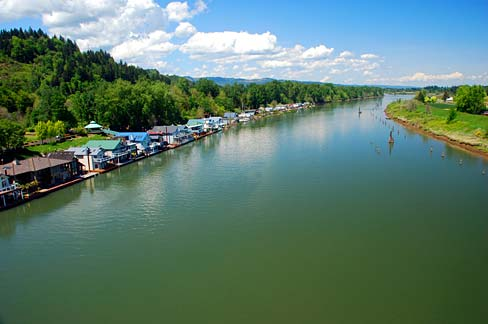
ソーヴィー・アイランド橋からのマルトノマ川の眺め

川の全長にわたって、州間高速道路35号線とオレゴン州道99号線の3つの支線が並走している。本流に沿って、レーン郡スプリングフィールドとユージーン、リン郡ハリスバーグ、ベントン郡コーバリス、リン郡とベントン郡にまたがるオールバニ、ポーク郡インディペンデンス、マリオン郡セイラム、ヤムヒル郡ニューバーグ、クラカマス郡オレゴンシティ、ウェストリン、ミルウォーキー、レイク・オスウィーゴ、そしてマルトノマ郡とワシントン郡にまたがるポートランドといった都市が並ぶ。主な支流として源頭から合流点に向かって、ミドルおよびコースト・フォークス川、マッケンジー川、ロングトム川、マリーズ川、カラポイア川、サンティアム川、ルキアミュート川、ヤムヒル川、モララ川、テュアラティン川、クラカマス川が挙げられる。
川の始点は標高133.5メートル (438 ft)で合流点との高度差が130.5メートル (428 ft)あり、１キロメートルあたり0.4メートルの割合で流下している。始点からオールバニまでの勾配は、その下流のオレゴンシティまでよりもほんのわずか大きい。ウエスト・リンとオレゴンシティの間にあるウィラメット滝の落差は12メートル (40 ft)ある。これより下流では、川幅が概ね100 - 200メートル (330 - 660 ft)へと拡がって勾配がきわめて緩やかになり、コロンビア川を通じて太平洋の潮汐の影響を受けるようになる。

### 流量
コロンビア川との合流点におけるウィラメット川の平均流量は約1,100立方メートル毎秒 (37,400 cu ft/s)であり、アメリカ合衆国において19番目に多く、コロンビア川の総流量の12から15パーセントを占める。ウィラメット川の流量は季節変化が大きく、8月の平均流量は約200立方メートル毎秒 (8,200 cu ft/s)に留まるが、12月には2,200立方メートル毎秒 (79,000 cu ft/s)まで増大する。

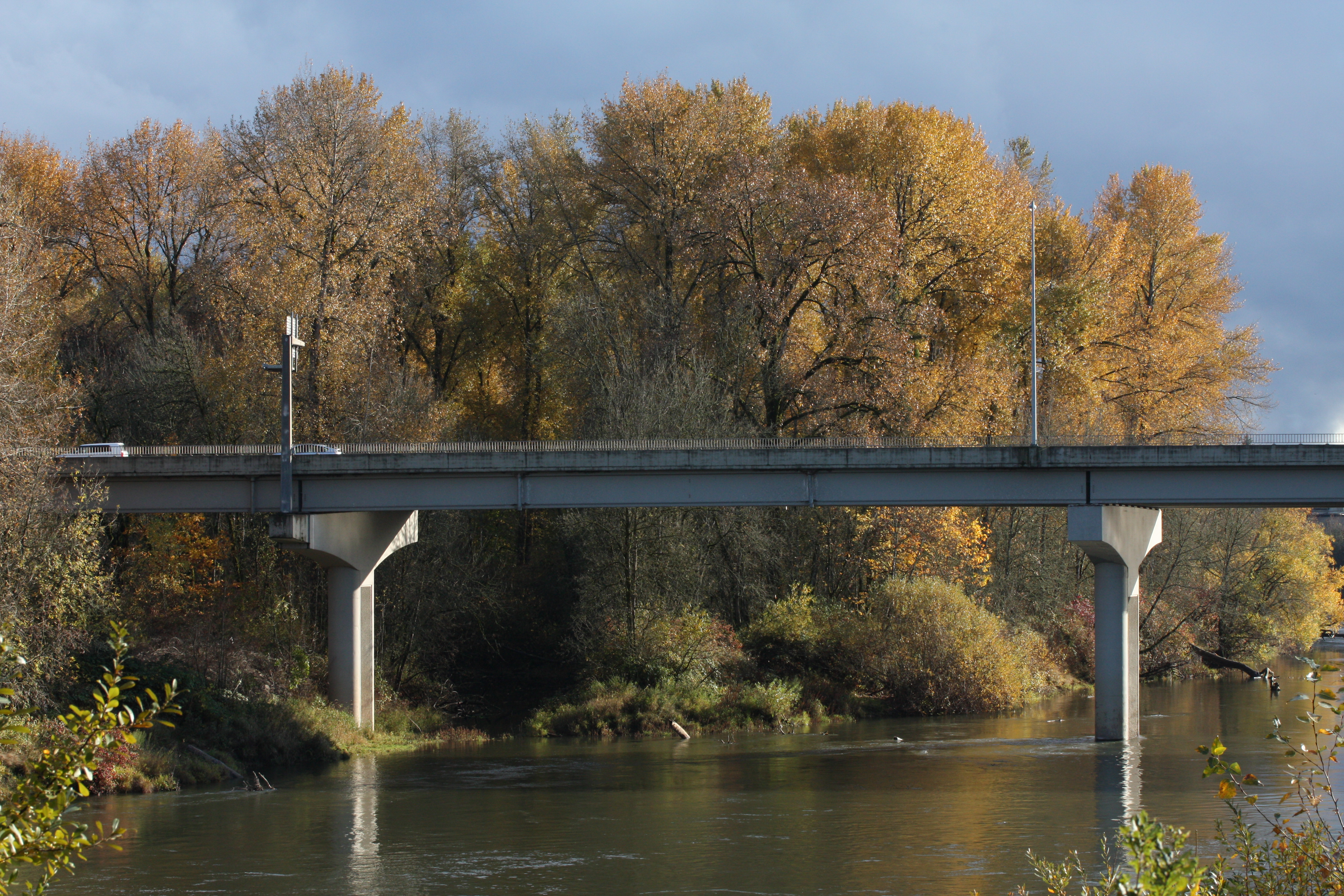
ウィラメット・バレー中央部で川を横断する、オレゴン州道34号の橋梁

アメリカ地質調査所 (USGS) はハリスバーグとコーバリス、オールバニ、セイレム、ポートランドの５ヶ所に流量計を設置している。1972年から2013年にかけて、ウィラメット川最下流のポートランドにあるモリソン橋付近で記録された平均流量は940立方メートル毎秒 (33,220 cu ft/s)であった。この地点は合流点からの距離が20.6キロメートル (12.8マイル)で、その流域面積は29,000平方キロメートル (11,200 sq mi)あり、概ね水系全体の97パーセントに当たる。この場所における最大流量は1996年2月9日の11,900立方メートル毎秒 (420,000 cu ft/s)で、この日に発生していた洪水の際に記録された。最低流量は1978年7月10日の100立方メートル毎秒 (4,200 cu ft/s)である。ポートランドの別地点にある流量計での最大値は17,981立方メートル毎秒 (635,000 cu ft/s)で、1861年に起きた洪水において記録されている。このような災害の発生が契機となって1936年に水防法が制定され、ウィラメット川の主要支流にダムが建設された。
合流点から42.6キロメートル (26.5 mi)遡ったウィラメット滝までが潮汐の影響を受け、合流点から24キロメートル上流のロス島付近まで河水の逆流が記録されている。アメリカ国立気象局はモリソン橋における潮位予想を公表している。

## 地質
ウィラメット川の流域はプレートテクトニクスの作用によって形成され、火山活動や浸蝕による変形を受けてきた。特におよそ1万3000年前に複数回にわたって発生した、大規模な氷河湖決壊洪水が残した堆積物がウィラメットバレーを覆っている。バレーの基盤をなす最古の岩盤はシレッツリバー火山岩類である。約3500万年前、この岩盤はファラロン・プレートの移動により北米プレートの下に沈み込み、ウィラメットバレーの大元となる前弧海盆を形成した。当初、バレーは内海ではなく大陸棚だった。この前弧海盆に多量の海洋堆積物が層を成し、シレッツリバー火山岩類を被覆した。およそ2000万年前から1600万年前にかけて、テクトニクスの働きで一帯が隆起して海岸山脈が形成され、海盆は太平洋から分離した。
1500万年前、主にオレゴン州東部で噴出したコロンビア川洪水玄武岩により、海盆の北半分が埋めつくされた。テュアラティン山脈（ウェストヒルズ）とテュアラティンバレーの大部分、そしてさらに南の丘陵部の斜面がこの玄武岩により埋まり、その厚さは最大で300メートル (1,000 ft)に達した。その後、現在のポートランドやテュアラティン盆地付近で、玄武岩の上に層厚が最大で300メートル (1,000 ft)ものシルト層が堆積した。およそ250万年前から始まる更新世には、カスケード山脈における火山活動と冷涼で湿潤な気候により全域で堆積作用が加速し、東から網状に流れ広がる河川により扇状地が形作られた。

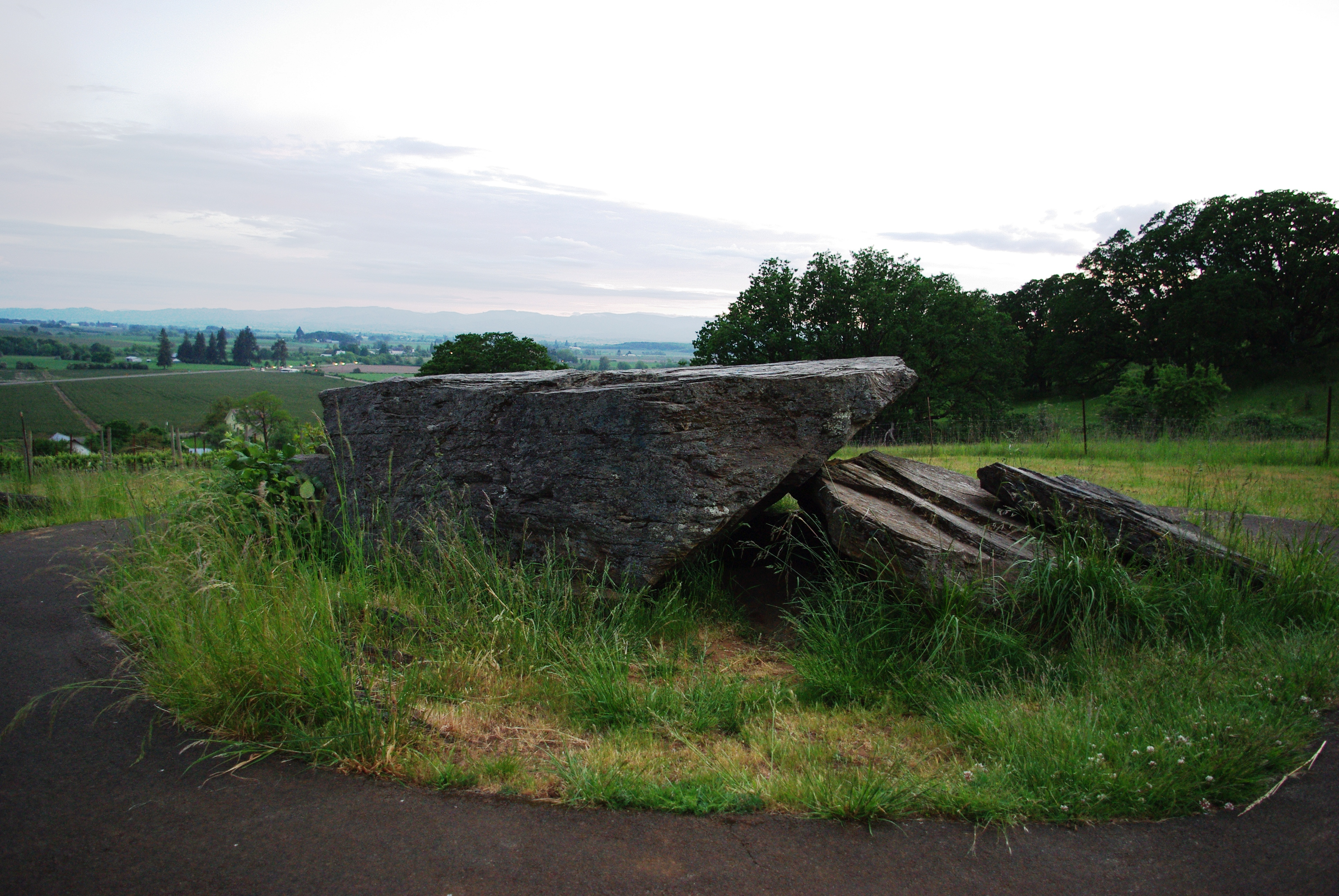
迷子石州立自然保護区にある、氷河地形の「ベルビューの迷子石」。この岩はミズーラ洪水によりウィラメットバレーまで運ばれてきた。

1万5500年前から1万3000万年前にかけて、現在のモンタナ州に存在したミズーラ氷河湖の決壊によって大量の濁流が、幾度もコロンビア川を溢れ下りウィラメット川流域を覆い尽くした。一度の洪水だけで「現存する全世界の河川の年間流量」を上回る規模に達している。ウィラメット盆地を埋め尽くした土砂は、ポーランド地域で層厚が120メートル (400 ft)に達し、これによってアリソン湖と名づけられた堰止湖が生じ、レイクオスウィーゴからユージーンの手前までの一帯を水で満たした。ウィラメット盆地の一部であった太古のテュアラティンバレーも同様に洪水で沈み、レイクオスウィーゴから最上流部（西側）のフォレストグローヴまで水深が60メートル (200 ft)に及んだ。洪水による堆積物はシルトと粘土から成り、北部で35メートル (115 ft)、南部で5メートル (15 ft)程の厚みがあり、この泥濘が今日の谷底を形成した。また洪水はモンタナにあった氷河塊を盆地内へ運び込み、それが融解して地表に迷子石を残した。直径が少なくとも0.9メートル (3 ft)ある岩石が40か所以上で確認されており、その組成は様々な鉱物を含有する花崗岩で、モンタナ州中部では一般的だがウィラメットバレーではほとんど見られない類である。こういった迷子石の中で最大のものは、すでに一部が削り取られているものの、本来の重さは約145メトリックトン (160ショートトン)であった。。
流域の北部には活断層帯があり、19世紀中葉から小規模な地震が数多く観測されている。1993年には、この地域で近現代において最大規模のスコッツ・ミルズ地震が発生しており、そのマグニチュードは5.6で、震央はポートランドから55キロメートル (34 mi)南に位置するスコッツ・ミルズ郊外であった。この地震によってセーレムのオレゴン州会議事堂が被害を受けるなど、3000万ドルもの損害が生じた。オレゴン州の沖合にあるカスケード沈み込み帯では、マグニチュード8以上の大地震が複数回発生していることが調査により判明している。最大でマグニチュード9の地震が500年から800年周期で発生していると推定され、直近のイベントは1700年の地震である。人口密度が高く震動を増幅しやすい軟弱な土壌に覆われたウィラメットバレーは、規模の大きい地震に対し脆弱な地域である。

## 流域

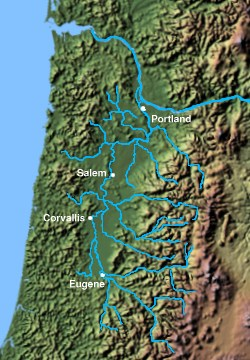
ウィラメット川の流域と本流および主要な支流の位置

ウィラメット川の流域面積は29,728平方キロメートル (11,478 sq mi)におよび、オレゴン州の総面積の12パーセントを占める。西側を海岸山脈、東側をカスケード山脈に囲まれた流域は、南北に290キロメートル (180 mi)、東西に160キロメートル (100 mi)の広がりを持つ。流域の最高地点はカスケード山脈のジェファーソン山で標高3,198.9メートル (10,495 ft)、最低地点はコロンビア川との合流点で標高3.0メートル (10 ft)である。ウィラメット川の流域に接している他の水系は以下のとおりである：南東にリトルデシューツ川、東にデシューツ川、北東にサンディー川、南側にノース・アンプクア川とアンプクア川があり、海岸山脈を挟んだ西側に、南から北へサイユスロウ川、オルシー川、ヤーキーナ川、シレッツ川、ネストゥッカ川、トラスク川、ウィルソン川が並び、北西にネハレム川とクラッツカニー川、北にはコロンビア川がある。
ウィラメット川流域には約250万人が居住しており、概ねオレゴン州の総人口の65パーセントに相当する。2009年現在、オレゴン州で人口の多い25都市のうち、バレー内にはスプリングフィールドやユージーン、コーバリス、オールバに、セーレム、カイザー、ニューバーグ、オレゴンシティー、ウェストリン、ミルウォーキー、レイクオスウィーゴ、ポートランドなど20都市が存在する。このうち最大の都市はポートランドで、50万人以上の人口を抱える。こういった都市のすべてが上水道の水源をウィラメット川に依存しているわけではない。流域内で人口が2万人を超え本流に面していない都市としては、グレシャム、ヒルズボロ、ビーバートン、タイガード、マクミンビル、テュアラティン、ウッドバーン、フォーレストグローブなどが挙げられる。
流域面積の36パーセントが公有地で、それ以外は私有となる。米国森林局が流域面積の30パーセント、土地管理局が5パーセント、残る1パーセントをオレゴン州が管理する。流域の68パーセントは森林で、19パーセントを占める農業地域はウィラメットバレーに集中し、残る5パーセントが市街地となる。流域内の道路網の延長は130,000キロメートル (81,000 mi)以上に及ぶ。
1987年、米国内務長官はベントン郡内の289ヘクタール (713エーカー)におよぶ領域を、「ウィラメット川の氾濫原」という名称で国定自然地域に指定した。この場所は太平洋岸北西部のほとんどを含有する北太平洋境界生物地理区に残る、人手の入っていない最大の原生草原である。

## 来歴

### 初期の居住者

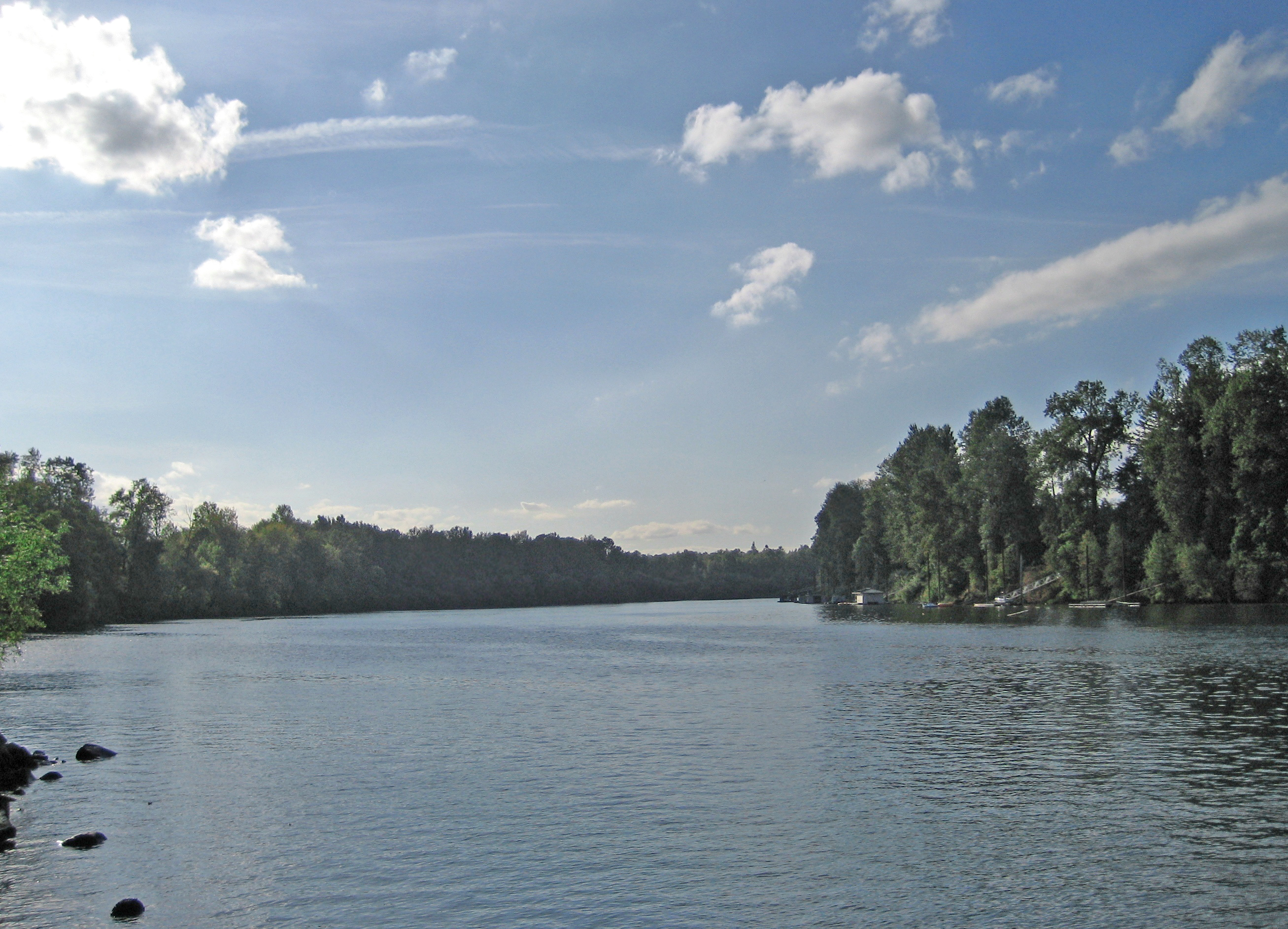
モラーラ川との合流点近くのウィラメット川の河面

少なくとも1万年の間、カラプヤ族やチヌーク族、クラカマス族など、様々なアメリカ先住民がウィラメットバレーに居住していた。クラカマス族の居住地域はクラカマス川が流れるバレーの北東部を占めていた。正確な時期は不明だが、チヌーク族は一時期流域の北部一帯からコロンビア川渓谷までの領域に広がっていた。ウィラメットバレーには、さらにカラプヤ語を話すヤムヒル族やアトファラティ（テュアラティン）族（いずれも北部カラプヤ語を話す）、中央カラプヤ語を話すサンティアム族やマディークリーク（チェマフォ）族、ロングトム（チェラメラ）族、カラプーイア（ツァンクピ）族、目アリーズリバー（チェペネファ）族、ルキアミュート族など、そしてヨンカラ語あるいは南部カラプヤ語を話すチュチスニー＝タフティ族やサイユスロウ族にモラーラ族などの部族が存在していた。
川の名称「ウィラメット」“Willamette”は、クラカマス族の村落名のフランス語読みに由来する。しかし、オレゴン州の先住民の言語は極めて類似しており、この名称はカラプヤ語のとある方言に起源をもつ可能性もある。

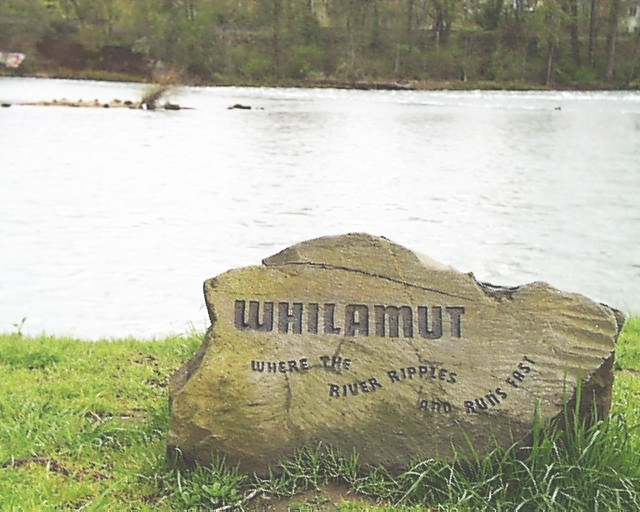
ユージーンにあるアルトン・ベイカー公園に設けられている、カラプヤ語で“Whilamut”（「川が波うち、流れが速まる所」の意）と刻まれた巨石

1850年ごろ、カラプヤ族の人口は2,000人から3,000人の規模で、複数のグループに分かれていた。グループの数は推測にすぎず、少なく見積もって８グループ、多くとも16グループである。同時期のクラマラス族の人口はおよそ1,800人であった。国勢調査局はチヌーク族の人口を5,000人程度と見積もっているが、チヌーク族全てがウィラメット川流域に居住していたわけではなく、そのテリトリーはコロンビア川渓谷下流域とコロンビア川河口を挟み太平洋岸にそって南北に広がっていた。さらに、ウィラメット川流域の南部まで進出していた時代もあった。先住民の総人口は、約15,000人と推定されている。
ウィラメット川流域の先住民の生活様式はさまざまだった。沿岸部にほど近い下流部における経済基盤は漁業で、コロンビア川流域の先住民と同様、サケが最重要漁業資源であり白人の商人との交易がおこなわれていた。上流域の先住民は支流に堰を築くなどしてニジマスやサケを捕獲していた。ウィラメットバレー北部の部族は定住生活が一般的だった。チヌーク族はプランクハウスと呼ばれる大規模な木造建築に住み、奴隷制を有し、厳格な階級社会を形作っていた。流域南部の民族は遊牧生活をしており、季節に応じて各地を移動し、狩猟や植物採集（特にカマシア）のために、範囲を絞って森に火を放っていた。

### 18世紀
ウィラメット川が文献に始めて登場したのは1792年で、ジョージ・バンクーバー率いるバンクーバー遠征隊の英国人船長の一人ウィリアム・ブロートン中尉によって記録された。

### 19世紀
1805年から1806年にかけて行われたルイス・クラーク探検隊の活動において、往路の際に彼らはウィラメット川の合流点に気づきませんでした。復路にサンディー川流域の先住民からの聞き取りでこの見落としを知ったウィリアム・クラークはコロンビア川を下り直し、1806年4月にウィラメット川に到達した。
次にウィラメット川流域を訪れたのは太平洋毛皮会社 (PFC) に雇われた毛皮猟師で、続いて北西会社 (NWC) も参入してきた。シスキュー・トレイル（カリフォルニア＝オレゴン・トレイル）は元々先住民が切り開いた道で、ウィラメットバレーから南へ赴くために用いられた。このトレイルの全長は970キロメートル (600 mi)余りに及び、ウィラメット川の合流点からウィラメットバレーを縦断してシスキュー山脈を超え、サクラメントバレーを抜けてサンフランシスコに至る。
1812年、ウィリアム・ヘンリーとアルフレッド・シートンが PFC のアストリア砦から船出してコロンビア川を漕ぎあがってウィラメット川に入り、現在のオレゴン・シティーに位置するウィラメット滝のポッテージを通り抜け、両岸が平坦に広がる場所に居を定めた。後のシャンプーイーであり、二人はここに最初の交易所を設立する。1813年初頭には、ウィリアム・ウォーレスとジョン・Ｃ・ハルゼーが、さらに南に遡った現在におけるセーレムの北側に2番めの交易所、ウォーレスハウスを設けた。
米英戦争末期に、NWC が PFC を吸収合併した。無所属の猟師であるレジストレ・ベルエアやジョン・デイ、アレクサンダー・カーソンは、1813～14年の冬にウィラメット川流域で毛皮猟に従事した。シャンプーイー駐屯地には、NWCに雇われた猟師が30人ほど所属していた。米英戦争の末期にはNWCがPFCを吸収合併した。1813年から14年の冬に、未所属の猟師であるレジストレ・ベライアやジョン・デイ、アレキサンダー・カーソンがウィラメット川沿いで毛皮を目的に狩猟活動を行っている。彼らがベースとした「ウィラメット交易所」と今日呼ばれているシャンプーイーの交易所にはNWCの社員が30名前後駐在しており、傍の二軒の小屋に自由民が居住し、近くにはカプラヤ族が野営していた。ネズ・パース族とカイユース族は、NWCに対しウィラメット川の狩猟地に立ち入らないよう警告した。複数の集団が漁場と狩猟地をめぐって、数年にわたって小競り合いをつづけた。
1818年から19年の冬季、トーマス・マッケイが猟師を率いてウィラメット川源頭へ向けて南下し、アンプクア川上流部に到達した。小競り合いは激化し、ほとんどの猟師はジョージ砦（元アストリア砦）へ帰還したが、ルイス・ラボンテ、ジョゼフ・ジャーヴェイス、エティエンヌ・ルシエ、ルイス・カノータ、ルイス・ピチェット（ディ・デュプレ）はウィラメットバレーに残留した。一方、1821年にハドソン湾会社（HBC）がNWCを合併した。1825年にはウィラメット川合流点近くのコロンビア川北岸に新しくバンクーバー砦が建設され、ジョージ砦は閉鎖された。HBCのアレクサンダー・ロデリック・マクロードは、1826年から27年にかけてウィラメット川を遡上し、アンプクア川やローグ川まで探索した。
1829年、ルシエはシャンポーイー交易所の近くに土地の所有権を確立し入植を開始した。すぐにジャーヴェイス（1831年）とピエール・ベレク(1833年)が参加し、1836年には77名のフランス系カナダ人が居住していた。そして1843年までにウィラメット川のそばのフレンチ・プレーリーと呼ばれるようになった地域で100世帯をこえる新たな人々が家庭を築いていた。
1841年、アメリカ合衆国探検遠征隊の一行がシスキュー・トレイルを経由してサンフランシスコへ向かった。彼らはコロンビア川のセリロ滝で行われているような、先住民による大規模なサケ漁がウィラメット滝で行われているのを記録している。
19世紀も中ごろになると、ウィラメットバレーの豊饒な土壌や温暖な気候、豊富な水資源に惹かれて、合衆国東部の主にミズーリ州やアイオワ州のアップランドサウス境界地域やオハイオ渓谷から数多くの人々が入植してきた。そのほとんどはミズーリ州インディペンデンスを起点とし北アメリカ西部を通り抜けてウィラメット川の合流点付近へとつながる、全長が3,490キロメートル (2,170 mi)に及ぶオレゴン・トレイルを辿ってきた。 
トレイルを通じたオレゴンへの移住は1836年には始まっていたが、規模が拡大したのは1843年に大規模な開拓団が組まれるようになってからだった。その後の四半世紀で、オレゴン・トレイルを踏みしめておよそ50万人がオレゴンを目指した。

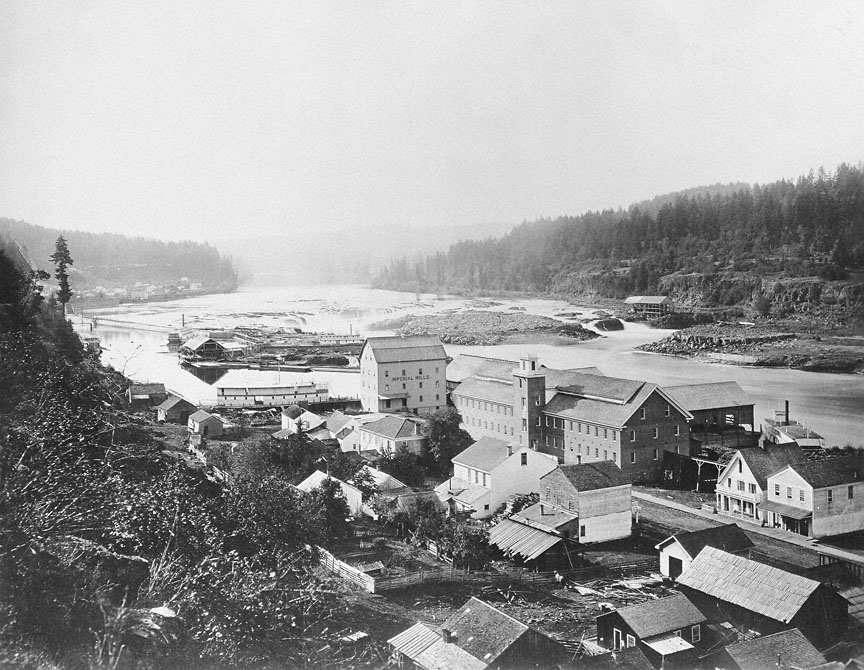
1867年ごろ撮影のオレゴン・シティ。背景にウィラメット滝を望む。

1830年代が始まると、ウィラメット滝近傍のオレゴン・シティが発展していった。1844年には、ロッキー山脈以西において史上初の自治体法人となった。コロンビア地区のHBC監督官であったジョン・マクローリンは、1829年の町設立に尽力した立役者の一人である。マクローリンはいまだこの地を支配していたHBC上層部に対し、この地域へのアメリカ人の入植を許可するよう上申し、あらゆるHPC本部の命令を無視してアメリカ人入植者へ多大な援助を行った。オレゴン・シティーの発展はウィラメット滝の水力によって稼働する製材所と製粉所に支えられていたが、滝自体が河川水運の障害となっていた。1843年にはオレゴン・シティーの対岸に、リン・シティが築かれた（最初の名称はロビンズ・ネストであった）。
1851年にポートランドが設立すると、瞬く間にオレゴンで最大の都市となり、オレゴン・シティーのウィラメットバレーにおける経済的・政治的中枢としての重要性は徐々に失われていった。1850年代になると、ウィラメット滝の区間を航行できないというハンディーを抱えながらも、蒸気船の運行がウィラメット川で開始された。これにより、ウィラメット川の航路は下流部の（他のコロンビア水系の河川と連結する）ポートランドからオレゴン・シティまでの43キロメートル (27 mi)の区間と、ウィラメット川の延長の大半を占める上流部の区間の２つに分かれた。滝を超えて貨客を運ぶ必要のある船主は滝の脇の陸路を利用するしかなく、滝の両岸では様々な企業が輸送ビジネスで競った。1873年、ウィラメット滝閘門が完成して滝の迂回が可能になり、川の上流と下流間の航行が容易になった。各閘室は長さ64メートル (210 ft)、幅12メートル (40 ft)あり、電力供給が始まるまでは手動操作だった。閘門の利用は1940年代をピークに減少し、21世紀に入るとほとんど使われなくなり、2011年に閉鎖された。
下流域で商工業が盛んになるにつれて、初期の入植者はそのほとんどがウィラメットバレーの上流域で農場を取得した。1850年代の末までに、利用可能で肥沃な大地の大半が穀物畑に変わった。入植者は先住民の土地を次々と侵食していき、ウィラメット川の南西部に位置するアンプクアバレーやローグバレーでは先住民と入植者の間で小競り合いが起こり、オレゴン州政府は兵力を出して先住民の排斥に動いた。先祖から受け継いだ土地を追われた彼らは、まずウィラメットバレーに連行され、すぐにコースト・インディアン居留地へと移送された。1855年、オレゴン州代議士であったジョエル・パーマーは、ウィラメットバレーの先住民と次々に条約を交わしていき、渋々ながら土地の割譲に同意させた。その後、先住民は政府の手によりコースト・インディアン居留地の一角（のちのグランド・ロンド・コミュニティ）への移転を強制された。
1879年から1885年にかけて、米国沿岸測地測量局の測量技師兼製図家であったクリーブランド・S・ロックウェルの手により水路図が作成された。ロックウェルはウィラメット川下流部をロス島の下手からポートランドを経由してコロンビア川まで調査し、さらにコロンビア川を下ってバチェラー島まで足を延ばした。ロックウェルの調査は17,782か所に及ぶ水深測量を実施するなど極めて詳細なものであった。彼の仕事はポートランド港の商業開放に貢献した。
19世紀後半、米国陸軍工兵隊はウィラメット川流域の水路を浚渫し、閘門や堤防を建設した。木材などの製品は、オレゴン州内の鉄道網を利用して輸送されることが多かったが、このような航路の改善により、民間企業による製品をポートランドに集積し、その経済成長に貢献した。また、ウィラメット川合流点の水深が増したため、ポートランドの北に広がるコロンビア流域から交易品がウィラメット河経由で南へ輸送することも可能となった。

### 20世紀から21世紀

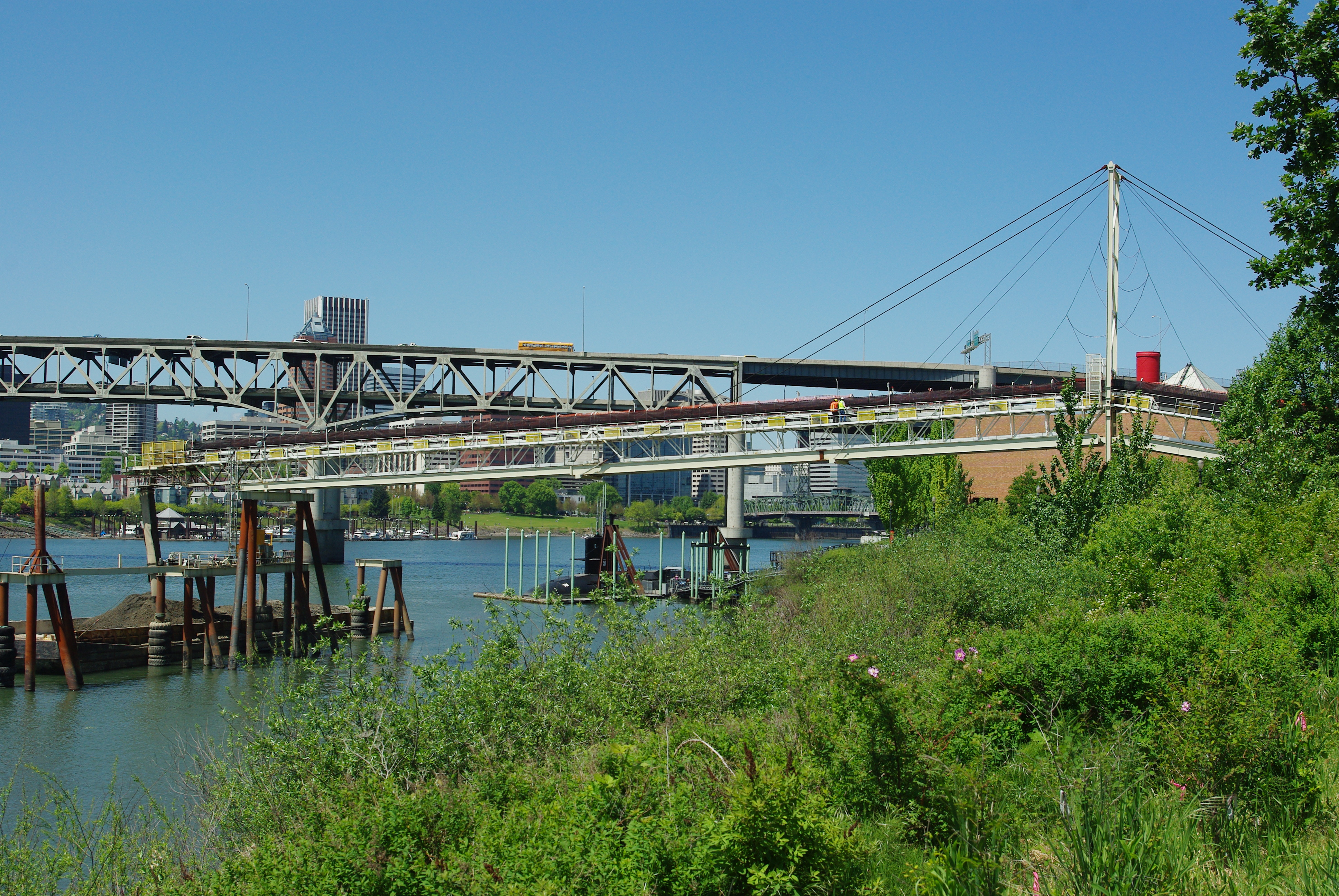
ビッグパイプ計画の一環として設けられた、瓦礫のバージ積載用コンベアベルト

20世紀初頭までに、大規模な治水計画が立ち上がった。市街地に面した岸辺には次々と堤防が築き上げられ、ポートランドではダウンタウンを守るためにコンクリートの護岸が建設された。さらに数十年をかけて、カスケード山脈を流れ下る支流の各地に大規模ダム建設が進められた。陸軍工兵隊は13か所のダムを管理しており、その上流域は流域面積の40％に相当する。大半のダムに魚道は設けられてない。
川の傍で開発が進むとともに水質汚染も進行した。1930年代の後半までに、汚染を食い止める取り組みが実を結び、浄化活動を監督する州立衛生委員会が設立した。1960年代には、州知事のトム・マッコールが水質汚染対策に辣腕を振るった。この点においてマッコールは、州の財務官で後の州知事（1975年）であり、1966年の州知事選挙の対立候補として、最初にウィラメット・グリーンウェイ計画を提唱したロバート・W・ストローブから助言を受けている。オレゴン州議会が1967年にこの計画を承認し、それを受けて、州政府と地元自治体は川の沿線に講演や自然歩道、野生生物保護区を整備拡充した。1998年には合衆国大統領ビル・クリントンにより、ウィラメット川は14河川からなる歴史遺産河川に選定された。2007年までに、グリーンウェイは170区画を超えて拡大し、その中には10か所の州立公園が含まれる。川面と岸辺の土地は、キャンプや水泳、釣り、ボート、ハイキング、サイクリング、野生動物の観察などのために開放されている。2008 年、州政府と非営利NGOのウィラメット・リバーキーパーは、「ウィラメット川ウォータートレイル」として川の全長を認定した。その4年後に国立公園局は、支流を含めた延長349キロメートル (217 mi)を国立レクリエーション・トレイルに登録した。このウォーター・トレイル制度は合衆国内の水路を保全し、水路とその周辺におけるレクリエーション活動の充実を目的としている。
1991年、ポートランド市とオレゴン州は合流式下水道の越流に対する劇的な改善策に合意し、ビッグパイプ計画が開始された。この計画は、14億4,000万ドルの費用をかけて2011年に竣工したポートランドの下水道越流対策事業の一環であり、往々にして豪雨時に越流を起こしていた雨水の流入から市の公共下水道を分離することを目的とする。この事業により、大雨時に未処理の汚水を下水処理場ではなく川へと排水可能になった。ビッグパイプ計画と関連事業により、下流域の合流式下水道の越流は94パーセント削減されている。
2017年、ヒューマン・アクセス・プロジェクトはポートランド市公園局と共同で、ポートランド初の遊泳用公認パブリック・ビーチ「ポエッツ・ビーチ」を開設した。

## ダムと橋梁

### ダム

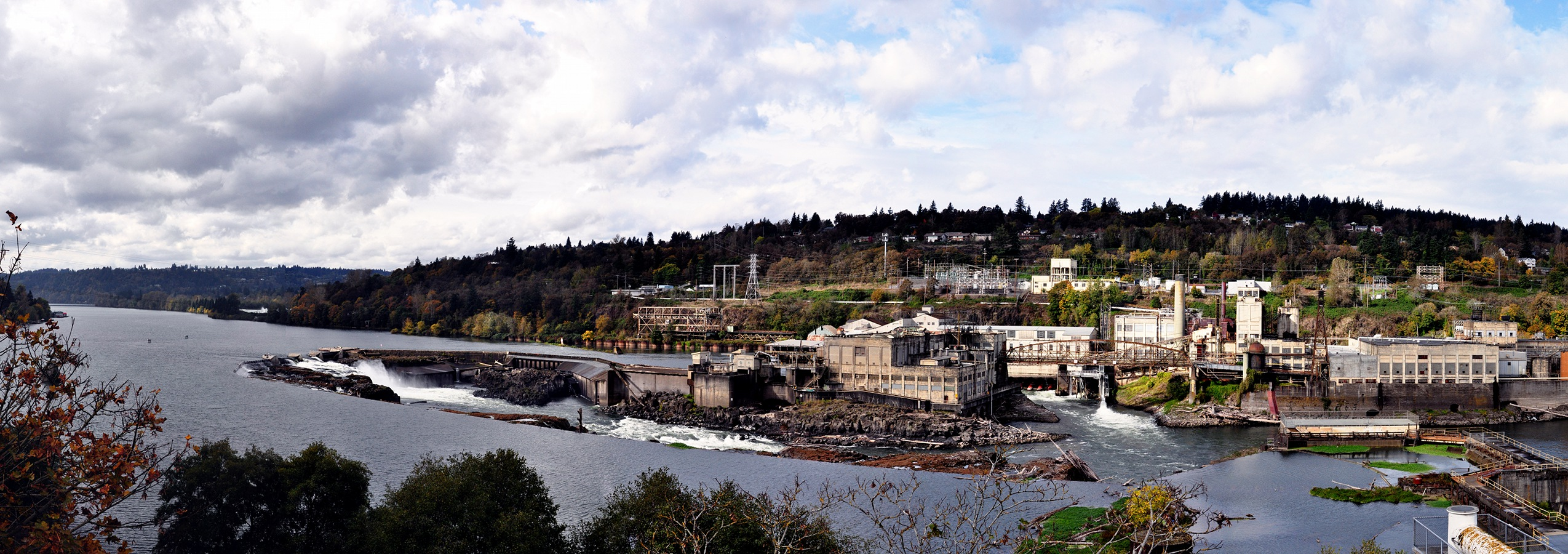
ウィラメット滝の取水堰

ウィラメット川の支流には大型ダムが20か所を超えて存在し、治水のために堤防や水路が複雑に張り巡らされている。
ウィラメット川本流に唯一存在するダムがウィラメット・フォールズ・ダムで、河水を隣接する工場群や水力発電所へ導水するために設けられた、堤高の低い日本においては堰に分類されるダムである。ウィラメット滝に閘門が設けられたのは1873年である。他の場所には小型の流量調整施設が数多く設けられ、水運と治水を容易にするために河水を比較的幅の狭く水深の深い水路に導流している。
ウィラメット川の主要な支流に存在する大型ダムの用途は、治水と貯水、そして水力発電である。このうち13か所のダムが1940年代から1960年代にかけて建設され、陸軍工兵隊が管理しており、うち11か所が発電用ダムである。工兵隊が管理する治水目的ダムは、ウィラメット川の流量のうち27パーセントを貯留可能である。増水を軽減し、夏の後半から秋にかけての流量低下を補い、洪水を抑止するために調整用水路へ分流することにより、川の流れを一定の範囲に調整している。貯水池の水のうち、灌漑に回されるのは比較的少量に過ぎない。
サウス・フォーク・マッケンジー川のクーガー・ダムとノース・サンティアム川のデトロイト・ダムは、ウィラメット川流域における堤高の高いダムの双璧である。デトロイトダムは堤高が141メートル (463 ft)で貯水量が561,234,200立方メートル (455,000 acre⋅ft)ある。ミドル・フォーク・ウィラメット川のルックアウト・ポイント・ダムは、貯水容量が589,234,300立方メートル (477,700 acre⋅ft)と流域において最大でルックアウト・ポイント湖を形成する。残る10のダムは、ノース・サンティアム川のビッグ・クリフ・ダム、サンティアム川のグリーン・ピーター・ダムとフォスター・ダム、ブルー川のブルー・レイク・ダム、ロング・トム川のファーン・リッジ・ダム、ミドル・フォーク・ウィラメット川のヒルズ・クリーク・ダムおよびデクスター・ダム、フォール川のフォール・クリーク・ダム、コースト・フォーク・ウィラメット川のコッテージ・グローヴ・ダム、ロウ川のドリーナ・ダムである。

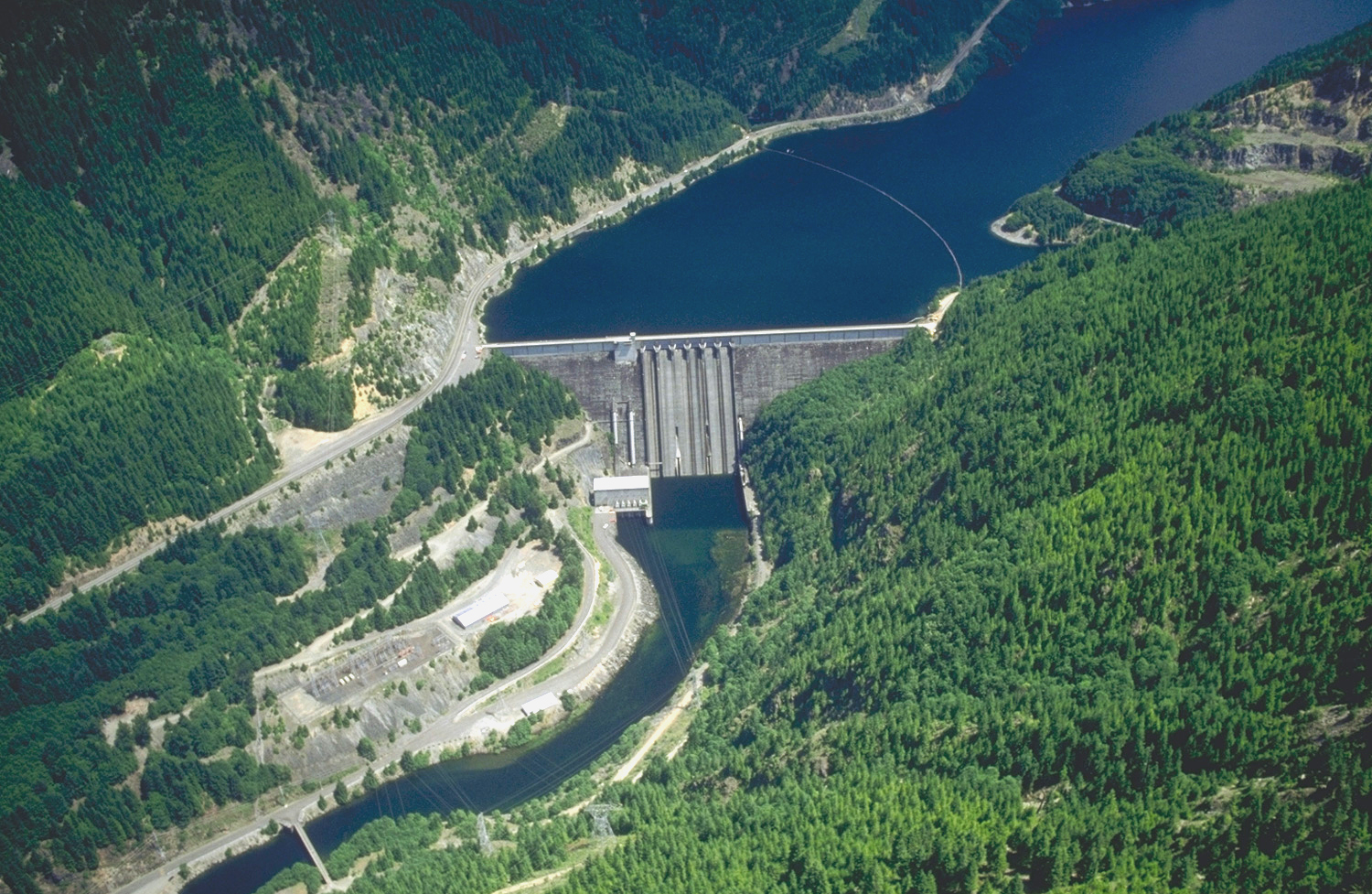
流域で堤高が二番目に高いデトロイト・ダム

このダム群が原因で、キングサーモンやニジマスが本来の棲息地や産卵場のうち半分から締め出されている。従来通りの繁殖行動がとれないため、これらの種は「絶滅に瀕した状態」となっている。絶滅危惧種の調査とその後のウィラメット・リバーキーパーが起こした訴訟を経て、2008年に在来魚の個体数回復を目指し、魚道の改修などの措置を講じる計画が立てられた。
計画は遅々として進まず、工兵隊は技術的困難と経費を理由として、当初合意された期限の2023年までに効果的な救済システムの構築が間に合わない可能性を表明した。
ウィラメット川流域には工兵隊以外が所有するダムもあり、例えばクラカマス川にある複数の水力発電用ダムはポートランド・ゼネラル・エレクトリックが有している。 同社が管理するダムにはリバー・ミル・ダムやハリエット・ダム、ティモシー・レイク・ダムなどがある。

### 橋梁

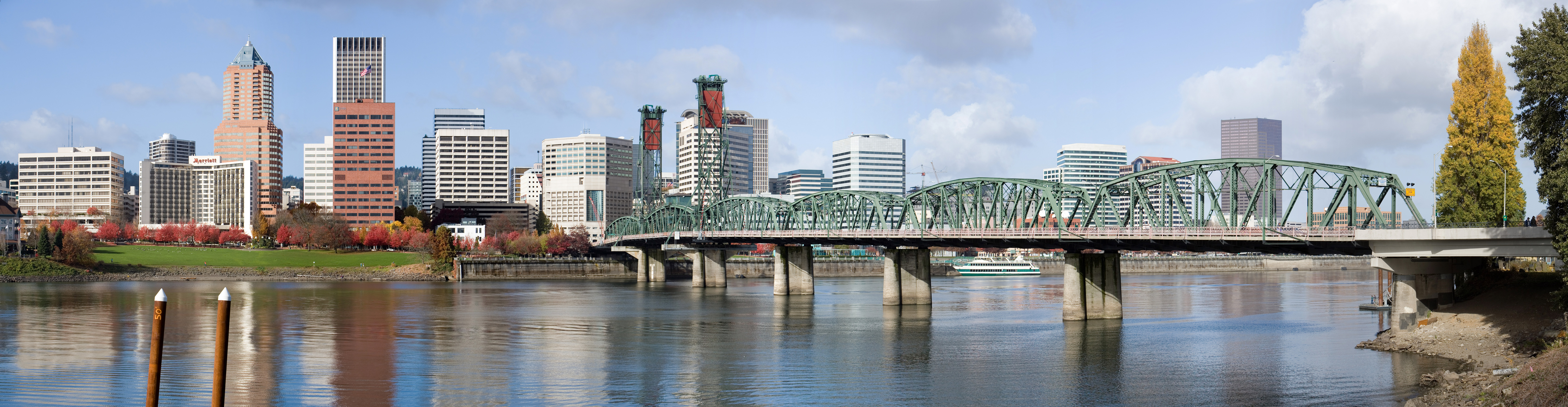
ウィラメット川にかかる自動車用橋梁としては現存する最古のホーソーン橋

ウィラメット川には50か所を超える橋梁がかけられており、その中にはヴァン・ビューレン・ストリート橋のような歴史的価値のある旋回橋も存在する。この橋は合流点から211km上流のコロンバスで1913年に架橋され、オレゴン州道34号線（コーバリス＝レバノン・ハイウェイ）が通っている。橋の旋回機構は1950年代に撤去された。
1922年竣工のオレゴン・シティー橋は1888年に完成した吊橋から架け直されたもので、合流点から42km上流に位置しオレゴン・シティーと対岸のウェスト・リンを結ぶオレゴン州道43号線が通っている。
合流点から23kmにあるロス・アイランド橋には、国道26号線（マウント・フッド・ハイウェイ）が通っている。これはポートランド市内に架かる10の橋梁の一つで延長が1,130メートル (3,700 ft)あり、オレゴン州で唯一のゲルバートラス橋である。
ティリクム・クロッシング橋は全長520メートル (1,720 ft)の斜張橋で、ライトレールと自転車・歩行者専用である。この橋の供用は2015年9月12日で、ポートランド都市圏におけるウィラメット川を横断する橋の開通は1973年以来である。

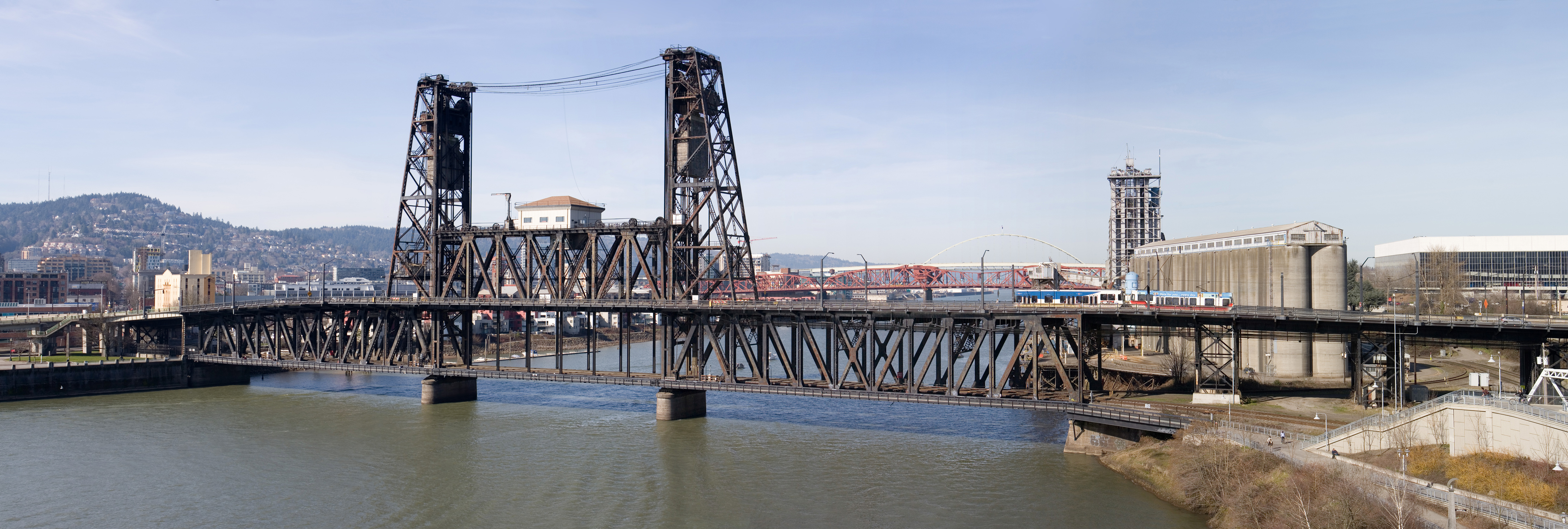
スティール橋の下段は、上段と独立して昇降可能である。

その下流には、ウィラメット川に架けられた現存する道路橋としては最古となる1910年竣工のホーソーン橋があり、合衆国内で最古となる現役の昇開橋であり、ポートランドで最古の道路橋でもある。この橋は自転車と公共交通の通行量が多く、一日当たり自転車は8,000台を超え、TriMetのバスは延べ800台（乗客数としては17,400名）が通行している。

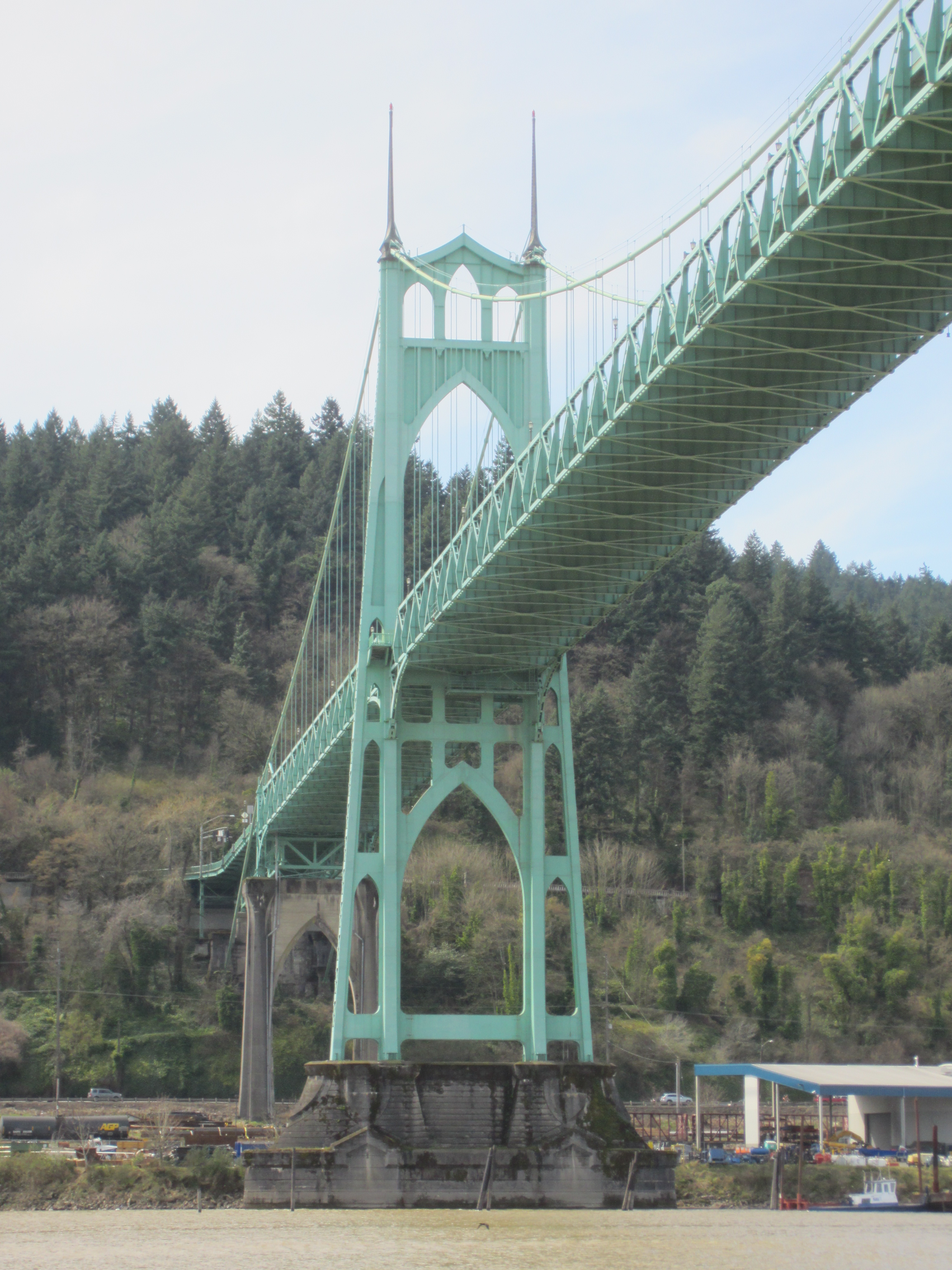
ポートランド北西のセント・ジョーンズ橋

ホーソーン橋の下流側にスティール橋というもう一つの歴史的橋梁があり、1912年の竣工当時は世界最長の伸縮機構のある昇開橋であった。この橋は2段構造となっており、上段にMAX（都市間急行）ライトレールと自動車道が、下段に鉄道と歩行者・自転車道が通っている。小型の船舶が橋下を通行する必要がある場合、2段あるうち下段のみを上昇させ、上段の通行を留めることなく運用することが可能である。上下段の双方を稼働させる場合は、水面から50メートル (163 ft)まで上げることができる。このスティール橋は上段と独立して下段のみを昇降可能な、世界で唯一の二重昇開橋と考えられている。
スティール橋のすぐ下流にあるブロードウェイ橋は、1913年の完成当時において世界最長であった二葉の跳開橋である。さらに下流にあるセント・ジョーンズ橋は、ポートランドで最後に残されたウィラメット川の渡船の代替として1931年に完成した鋼鉄製のつり橋である。合流点から6キロメートルに位置し、国道30号線バイパスが通る。この橋梁の主塔はゴシック様式で築かれている。橋に隣接する公園とポートランドの街区であるカテドラル・パークの名称は、主塔のゴシック様式の聖堂に似た外観から名づけられている。またこの橋はポートランドにおいて最も高い橋で、主塔の高さが122メートル (400 ft)、水面から橋桁までの高さが62メートル (205 ft)である。

## 洪水

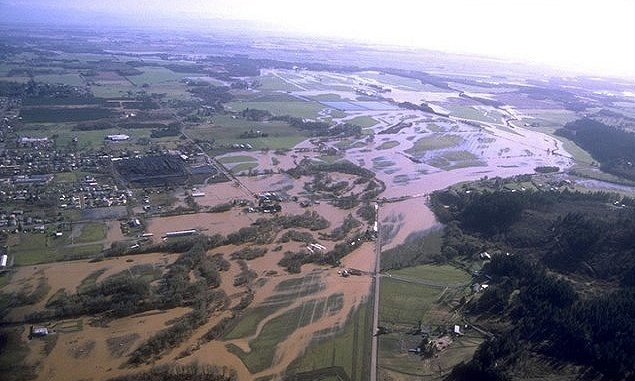
1996年に発生した洪水の航空写真

オレゴン西部では季節的にまとまった降水があるため、ウィラメット川はたびたび洪水を引き起こしてきた。冬季には平野部では大雨、山間部では大雪が降り、さらにカスケード山脈を暖気を伴う嵐が襲えば、山を覆う雪が急速に融けてしまう。ウィラメット川で記録に残る最悪の洪水は、流域に治水ダムが建設される以前の1861年に始まった。
カスケード山脈が平年を大きく上回る積雪に覆われる中、1861年12月に生じた豪雨と高温によりウィラメット川で歴史上最大の洪水が発生した。この洪水の目撃者は「ウィラメットバレー全体が水に覆われた」と書き残している。ユージーンからポートランドに至るまでの数千エーカーにおよぶ農地が洗い流され、多くの町々が被害を被りすべての建物が破壊されたところもあった。往々にして“Great Flood”と呼び習わされ、土壌豊かで水運に恵まれているがためにウィラメット川の氾濫原で築かれていた人々の営みすべてが甚大な破壊的影響を被った。この洪水のピーク時には、18,000立方メートル毎秒 (635,000 cu ft/s)という21世紀におけるミシシッピ川の平均値を上回る流量を記録し、浸水面積は1,430平方キロメートル (353,000エーカー)に及んだ。この洪水によりリン・シティは壊滅的な打撃を受けた。12月14日に洪水が過ぎ去った際には、街の中に残された家屋は3軒に過ぎなかった。リン・シティにこの洪水で亡くなった者はいなかったが、復旧を試みるには被害があまりに甚大で、街は放棄された。今日、リン・シティ―の跡地にはウェスト・リンの街が築かれている。
1890年初頭に、大規模な洪水が再び生じた。ポートランドのメインストリートが完全に水没し、カスケード山脈を跨ぐ連絡は途絶え、鉄道網が各地で寸断した。さらに1894年にも洪水が発生し大きな損害を出したが、それでも1891年の大洪水と比べればまだましであった。

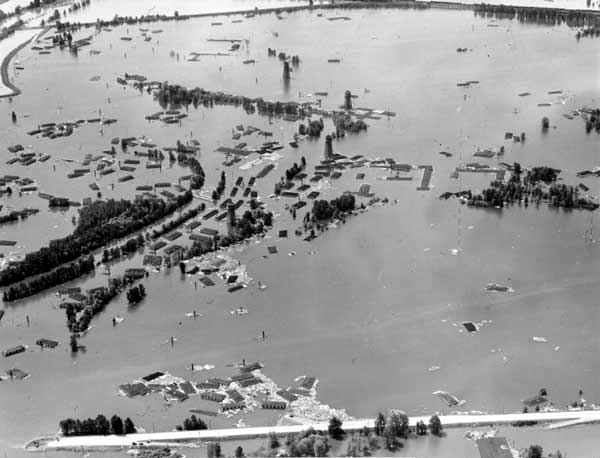
洪水が襲ったヴァンポートの市街の1948年6月における惨状

1940年代を通じて、ウィラメット川は氾濫を繰り返した。1942年12月にはレーン郡で5つの橋が押し流され、1943年1月にはポートランドで7名が亡くなり、ユージーンでは多くのものが避難した。1946年11月にはコーバリスが被害にあい、1948年5月にはヴァンポートが壊滅的な被害を受け、住人15名が亡くなり街は放棄された。1948年12月にはセーレムの一部地域が浸水している。
20世紀の中ごろまで、ウィラメット川ではダムや放水路、堤防などを築き上げる大規模な治水工事が行われたが、世紀末に至るまで洪水被害が途絶えることはなかった。1964年12月から1965年1月にかけて嵐が太平洋岸北西部を次々と襲い、ウィラメット川をはじめとする多くの河川が増水し、大規模な洪水が発生して600平方キロメートル (153,000エーカー)もの土地が冠水した。1964年12月21日の未明に、ウィラメット川の水位は9メートル (29.4 ft)に達し、ポートランドの堤高を超えた。これにより15名が死亡し、約8,000名が避難を余儀なくされた。
ウィラメット川の増水が続く1964年12月24日、当時の大統領リンドン・ジョンソンは浸水地域に対して連邦援助を発動した。続く数日は水位が低下したものの、27日には堤防の天端を3.7メートル (12 ft)も上回る9.1メートル (29.8 ft)に達した。1965年1月を通して、川はいつ洪水を引き起こしてもおかしくない状態を保ち、太平洋岸を更なる荒天が続いた。
1996年の2月、亜熱帯ジェット気流によってもたらされた暖湿気が、ウィラメット川流域の雪に深くうずもれた山並に雨を降り注いだ。1861年の洪水とほぼ同じ気象条件のもと、ウィラメットバレーで有史において最大の被害をもたらした洪水が発生した。
AP通信の記者は次のように報じている。「川は街を一つずつその懐へ沈めていった ― コーバリスでは3フィート半、オレゴン・シティでは18フィート、ポートランドでは10.5フィート堤防の端を上回り、それはまるで大蛇がのたうちながら獲物を呑み込むかのようであった。」　洪水はオレゴン州の経済に深刻なダメージを与えたが、浸水面積は1964年よりも狭く、およそ500平方キロメートル (117,000エーカー)に留まった。
ポートランド市内では2月の洪水の間におよそ450ヶ所に、重さ2,500キログラム (5,500 lb)のコンクリート製防水壁が建設され、その撤去が完了したのは1996年4月であった。10月に市は30万ドルもの予算をつぎ込み、より大型の鋼鉄製擁壁を構築した。この新しい擁壁には取り外し可能で厚さ6.4ミリメートル (0.25 in)の鋼鉄製のプレートが用いられており、更なる治水能力の向上を目的に設計されている。

## 環境汚染

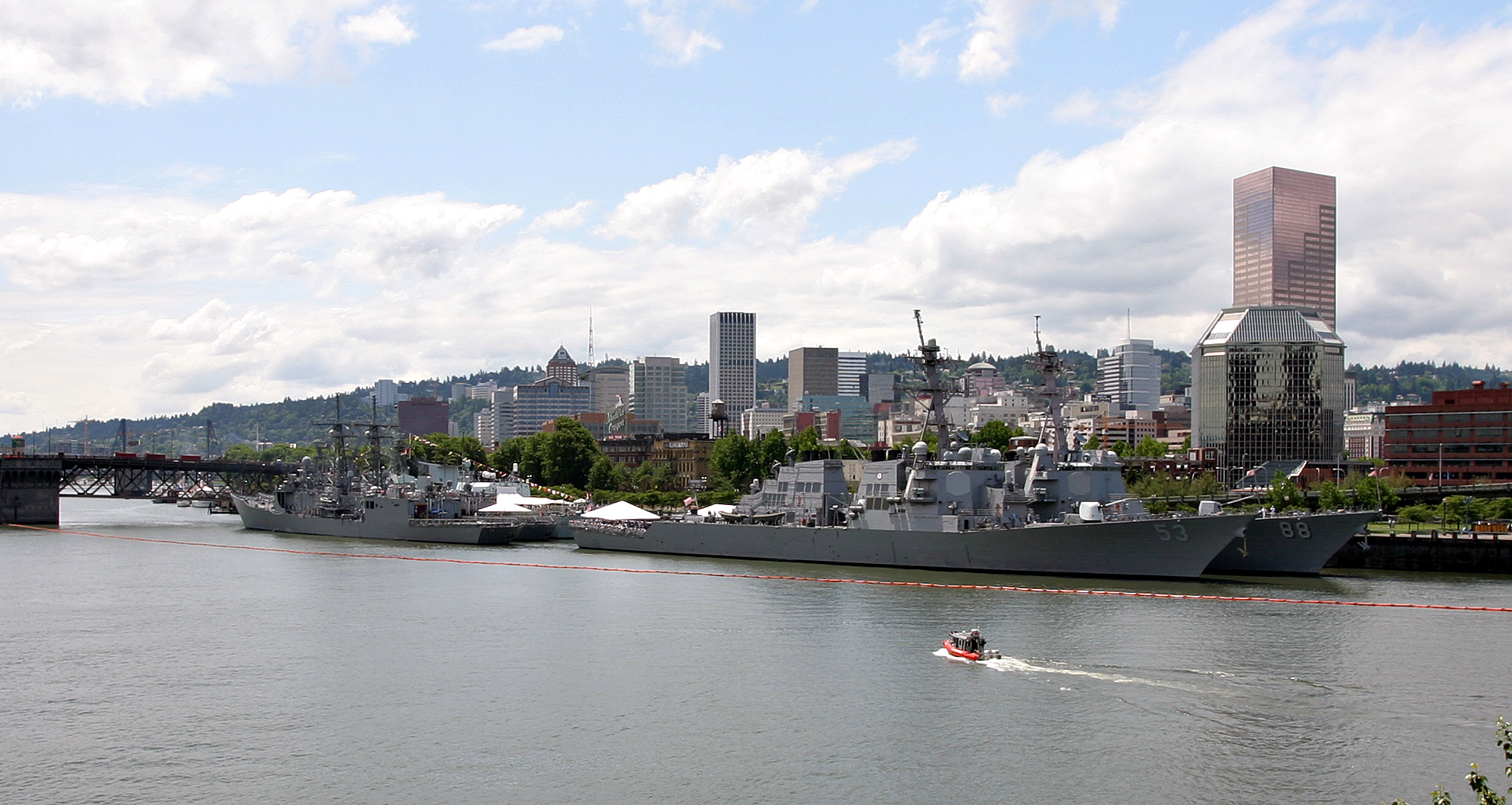
トム・マッコール・ウォーターフロント公園はウィラメット川の浄化に貢献したオレゴン州知事にちなんで命名された

早くも1869年には、水路を維持するために沈み木を取り除くための「スナッグ・プラー (snag puller)が連邦の資金で導入されるなど、流域人口の増加はその生態系に影響を与え続けてきた。
都市から垂れ流される家庭排水と産業廃棄物は「1920年代までにウィラメット川本流を開放下水道に変えて」しまった。また、1941年から1969年までに実施された支流群における連邦による大規模なダム建設により、キングサーモンやニジマスの産卵場に被害が及んだ。
1927年にシティー・クラブ・オブ・ポートランドが公表した報告書では、市内の水域が「不潔で見苦しい」とされ、その責の多くをポートランド市が担うものとされた。
1937年にオレゴン州河川汚染防止同盟は、第39回オレゴン州議会に水質汚染軽減法案を提出した。この法案は可決されたが、時の州知事チャールズ・マーティンは拒否権を発動した。それに対し自然保護団体アイザック・ウォルトン・リーグと全米野生生物連盟オレゴン支部が住民投票に持ち込み、1938年に再可決へ至った。
トム・マッコール州知事は、1966年の選挙に当選直後に、ウィラメット川の水質に関して独自の視点での調査を命じ、合わせてオレゴン州衛生局の局長を兼任した。調査の結果、マッコールは川がポートランドでひどく汚染されていることを知る。テレビ・ドキュメンタリー『楽園の汚染』“Pollution in Paradise”におけるインタビューで「1938年にオレゴン州衛生局が設立された時代のウィラメット川は、1962年よりも実際にきれいだった」と述べている。その後は観光業を奨励し、ウィラメット川付近での操業許認可を厳格化した。また、工業廃水の水質基準を定め、基準を超過する工場を閉鎖に追い込んだ。
このような水質汚染対策にもかかわらず、1990年代に行われた州の調査では、フレモント橋からコロンビア川との合流点近くに至るポートランドの下流部19キロメートル (12 mi)に渡って、川底の汚泥から有害重金属やポリ塩化ビフェニル (PCB)、農薬などの汚染物質が検出された。その結果、この水域は連邦政府からスーパーファンド法の適応対象となり、米国環境保護庁 (EPA) の主導により、河底の浄化が進められた。この区画から汚染物質による悪影響を軽減するには、河底の汚泥を除去し「キャッピング」と呼ばれる残留汚泥を未汚染の土砂で埋覆する必要がある。水質はポートランドの合流式下水道の溢水によっても悪化していたが、ビッグパイプ計画の完了により大幅に改善した。上流部における環境問題は、主に水素イオン濃度と溶存酸素量の変動が原因である。しかしながら、ウィラメット川はコーバリスやウィルソンビルといった都市において上水道の水源として利用可能なほど汚染レベルが低く保たれている。
汚染物質の排出源は主に下流部に固まっているため、オレゴン州環境局が算定しているウィラメット川の水質指数は比較的高い値をたたき出している。この指数は60未満を「悪い (very poor)」、60～79を「やや悪い (poor)」、80～84を「標準 (fair)」、85～89を「良い (good)」、90以上を「最良 (excellent)」と分類しており、ウィラメット川の源流付近は「最良」で、合流点へ近づくに連れ「標準」へと下がっていく。1998年から2007年にかけての水質指数の平均値を見ると、上流域のスプリングフィールド（合流点から 298 km）では93、セーレム（合流点から 135 km）は89で、ここから指数が85であるポートランドのホーソーン橋（合流点から 21 km）までは「良い」状態が続く。この橋より下流が「標準」となり、スワン島運河中央（合流点から 0.8 km）の81 が本流で最も悪い値である。支流や州内の他の河川と見比べると、ウィンチャック川やクラカマス川、ノース・サンティアム川の全調査地点が95を記録し、逆にアッパー・クラマス湖とロウアー・クラマス湖の間をつなぐクラマス・ストレイツ排水路のポンプ場付近が最も悪く、その指数は19である。

## 動植物

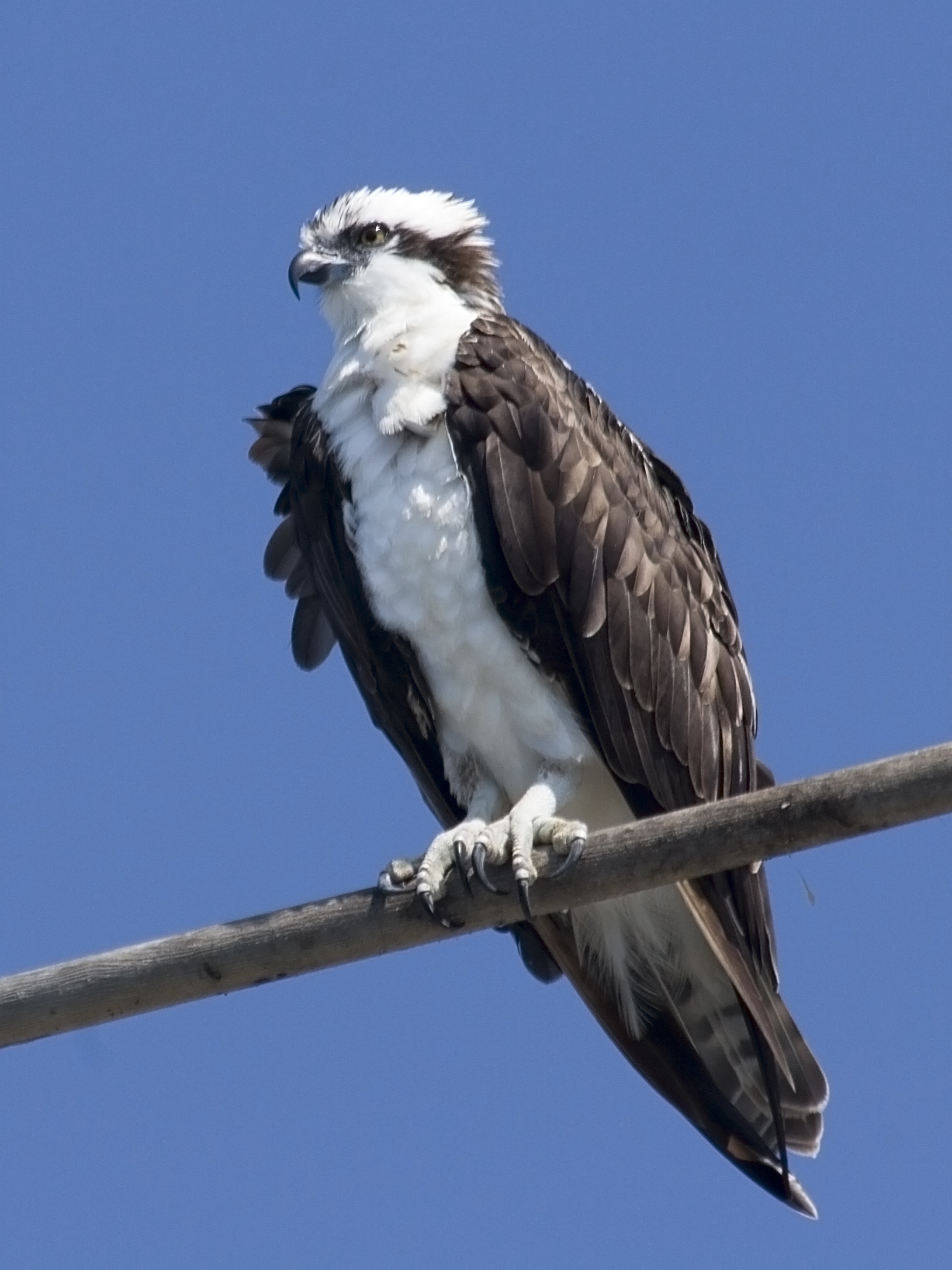
ウィラメット川州域でよく見かけられるミサゴ

ウィラメット川の氾濫原において、過去150年にかけて続いた森林の喪失は重大な変化といえる。1850年には、川の両岸の89パーセントで森林が幅120メートル (400 ft)以上に渡って繁茂していたと推定されている。1990年までに、被覆率は37パーセントまで減少し、失われた森林は農地や市街地に変貌した。川沿いに残存する林野にはブラック・コットンウッドやオレゴン・アッシュ、ヤナギ、ヒロハカエデが聳える。かつては樫やベイマツ、ポンデローサマツなどの樹木が散在する多年草が広がる草原地帯だったウィラメットバレーの中央部は、そのほとんどが農地と化した。流域の海岸山脈側の森林では、ベイマツやアメリカツガ、ベイスギが優勢である。東側のカスケード山脈では、ベイマツとウツクシモミ、アメリカツガ、ベイスギが多い。
ウィラメット川の流域には、魚類の在来種が31種生息している。例えば、コースタル・カットスロート・トラウトやブル・トラウト、ニジマス、そして7種のサケ類に各種のヌメリゴイ、ヒメハヤ、カジカ、ヤツメウナギ、チョウザメ、トゲウオなどが挙げられる。外来種は29種が確認されており、カワマスやブラウントラウト、レイクトラウト、オオクチバスにコクチバス、ウォールアイ、コイ、ブルーギルなどが見つかっている。両生類はオオトラフサンショウウオなど18種が、哺乳類はビーバーやカナダカワウソなど69種が棲息している。鳥類はメキシコカワガラスやミサゴ、シノリガモなど154種が頻繁に観察される。流域に生息する15種の爬虫類の中にはガーターヘビがいる。
流域における種の多様性は下流部とそこに合流する支流でかなり高い。この地域の絶滅危惧種としては、キングサーモンやウィンター・スティールヘッド（ニジマスの亜種）、サケ、ギンザケなどが指定されている。ウィラメットバレーの中央部では、ハクトウワシやフェンダーズ・ブルー・バタフライ、オレゴンチャブ、ブラッドショーズ・デザート・パセリ、そして様々なウィラメット・フリーベインにキンケイズ・ルパインの棲息地を確保するため、湿原の維持と復元を目的とした複数のプロジェクトが行われてきた。21世紀初頭には川沿いでミサゴの個体数が増加しているが、これは殺虫剤のDDTの使用が禁止され、電柱上への営巣を妨害しなくなったためと考えられる。入植以前と比べ激減したと推定されているビーバーの個体数も増加傾向にある。

## 関連記事
- ウィラメット川の橋梁一覧（英語版）
- オレゴン州の河川一覧（英語版）
- ウィラメット川の蒸気船（英語版）

### 書籍
- Bright, William（英語版） (2004) (英語). Native American Placenames of the United States. オクラホマ州ノーマン: オクラホマ大学出版（英語版）. ISBN 978-0-8061-3576-2. OCLC 53019644
- Laenen, Antonius; Dunnette, David A. (1997). River Quality: Dynamics and Restoration. フロリダ州ボカラトン: CRCプレス. ISBN 978-1-56670-138-9. OCLC 34885999
- Stanford, Jack A.; Gregory, Stanley V.; Hauer, Richard F.; Snyder, Eric B. (2005). “Chapter 13: Columbia River Basin”. In Benke, Arthur C.; Cushing, Colbert E.. Rivers of North America. マサチューセッツ州バーリントン（英語版）: エルゼビア. ISBN 978-0-12-088253-3. OCLC 59003378
- Wallick, Jennifer Rose; Grant, Gordon E.; Lancaster, Stephen T.; Bolte, John P.; Denlinger, Roger P. (2007). “Patterns and Controls on Historical Channel Change in the Willamette River, Oregon, USA”. In Gupta, Avijit. Large Rivers: Geomorphology and Management. 英国チチェスター: ジョン・ワイリー・アンド・サンズ. ISBN 978-0-470-84987-3
- Orr, Elizabeth L.; Orr, William N. (1999). Geology of Oregon (5 ed.). アイオワ州ダビューク: Kendall/Hunt Publishing Company. ISBN 978-0-7872-6608-0. OCLC 42944922
- Orr, Elizabeth L.; Orr, William N. (2012). Oregon Geology (6 ed.). オレゴン州コーバリス: オレゴン州立大学出版（英語版）. ISBN 9780870716812. OCLC 794227917.
- Loy, Willam G.; Allan, Stuart Allan; Buckley, Aileen R.; Meecham, James E. (2001) [1976]. Atlas of Oregon (2nd ed.). オレゴン州ユージーン: オレゴン州立大学出版. ISBN 978-0-87114-101-9. OCLC 228223337
- Campbell, Lyle (1997). American Indian Languages. ニューヨーク市: オックスフォード大学出版. ISBN 978-0-19-509427-5. OCLC 247389024
- Thornton, Russell (1990). American Indian Holocaust and Survival: A Population History Since 1492. Civilization of the American Indian. オクラホマ州ノーマン: オクラホマ大学出版. ISBN 978-0-8061-2220-5. OCLC 263150623
- Snipp, C. Matthew (1989). American Indians: The First of This Land. ニューヨーク州ニューヨーク: ラッセル・セージ財団（英語版）. ISBN 978-0-87154-822-1. OCLC 19670797
- Ruby, Robert H.; Brown, John A. (1976). The Chinook Indians: Traders of the Lower Columbia River. Civilization of the American Indian. オクラホマ州ノーマン: オクラホマ大学出版. ISBN 978-0-8061-2107-9. OCLC 1958350
- Deur, Douglas; Turner, Nancy J. (2005). Keeping it Living: Traditions of Plant Use and Cultivation on the Northwest Coast of North America. ワシントン州シアトル: ワシントン大学出版. ISBN 978-0-7748-1267-2. OCLC 57316620
- Mackie, Richard Somerset (1997). Trading Beyond the Mountains: the British Fur Trade on the Pacific, 1793–1843. バンクーバー: ブリティッシュ・コロンビア大学出版. ISBN 978-0-7748-0613-8. OCLC 82135549.
- Engeman, Richard H. (2009). The Oregon Companion: A Historical Gazetteer of the Useful, the Curious, and the Arcane. オレゴン州ポートランド: Timber Press. ISBN 978-0-88192-899-0. OCLC 236142647.
- Wilkes, Charles (1845). Narrative of the United States' Exploring Expedition, During the Years 1838, 1839, 1840, 1841, 1842: Condensed and Abridged. ロンドン: Whittaker and Co. OCLC 602918838
- Meinig, D.W. (1998). The Shaping of America: A Geographical Perspective on 500 Years of History, Volume 3: Transcontinental America, 1850–1915. New Haven, Connecticut: Yale University Press. ISBN 978-0-300-08290-6. OCLC 60197763
- Samson, Karl (2010). Frommer's Oregon. ニュージャージー州ホーボーケン: ワイリー・ブラックウェル（英語版）. ISBN 978-0-470-53771-8. OCLC 671277501
- Holman, Frederick Van Voorhies (1907). Dr. John McLoughlin, the Father of Oregon. オハイオ州クリーブランド: A. H. Clark Company. ISBN 978-1-131-13770-4. OCLC 365933029
- McArthur, 2Lewis A.; McArthur, Lewis L. (2003) [1928]. Oregon Geographic Names (7th ed.). オレゴン州ポートランド: オレゴン歴史協会出版. ISBN 978-0-87595-277-2. OCLC 53075956
- Gulick, Bill (2004). Steamboats on Northwest Rivers. アイダホ州コールドウェル: Caxton Press. ISBN 978-0-87004-438-0. OCLC 53000219
- Timmen, Fritz (1973). Blow for the Landing. ペンシルベニア州アットグレン（英語版）: Schiffer. OCLC 38286714
- Edwards, G. Thomas; Schwantes, Carlos A. (1986). Experiences in a Promised Land: Essays in Pacific Northwest History. ワシントン州シアトル: ワシントン大学出版. ISBN 978-0-295-96328-0. OCLC 12805717.
- U.S. Coast Geodetic Survey (1887). Report of the Superintendent of the U.S. Coast and Geodetic Survey Showing the Progress of the Work during the Fiscal Year Ending with June 1886. ワシントンD.C.: 合衆国政府印刷局. OCLC 28937852
- Stenzel, Franz (1972). Cleveland Rockwell: Scientist and Artist, 1837–1907. オレゴン州ポートランド: オレゴン歴史協会. ISBN 978-0-87595-037-2. OCLC 333762.
- Williams, Travis (2009). The Willamette River Field Guide. オレゴン州ポートランド: Timber Press. ISBN 978-0-88192-866-2. OCLC 243601804
- Johnson, Charles K. (2012　 エラー: 日付が正しく記入されていません。（説明）). Standing at the Water's Edge: Bob Straub's Battle for the Soul of Oregon. オレゴン州コーバリス: オレゴン州立大学出版. ISBN 978-0-87071-669-0
- Smith, Dwight A.; Norman, James B.; Dykman, Pieter T. (1989) [1986]. Historic Highway Bridges of Oregon (2nd ed.). オレゴン州ポートランド: オレゴン歴史協会出版. ISBN 978-0-87595-205-5. OCLC 20362124
- Wortman, Sharon Wood; Wortman, Ed (2006). The Portland Bridge Book (3rd ed.). Urban Adventure Press. ISBN 0-9787365-1-6

### 報告書
- Record of Decision (Report). アメリカ合衆国環境保護庁. 6 January 2017.
- Oregon Water Quality Index Summary Report, Water Years 1998–2007 (PDF) (Report). オレゴン州環境局. May 2008. 2011年4月10日閲覧.

### ニュース
- Hill, Richard L. (2000年11月29日). “Project takes on story of region's ice-age cataclysms”. The Oregonian:  p. A19
- Welch, Bob (2010年3月18日). “A Bridge Too Far Along to Be Renamed”. The Register-Guard (オレゴン州ユージーン):  p. B1.  オリジナルの2022年1月19日時点におけるアーカイブ。
- Karas, Chisti (2015年7月24日). “Peaceful Paddle with Beer Stops on Oregon's Willamette Water Trail”. The Seattle Times 2017年1月22日閲覧。{{cite news}}:  CS1メンテナンス: デフォルトと同じref (カテゴリ)
- Slovic, Beth (2011年11月26日). “Going Down the Tube, At Last”. The Oregonian{{cite news}}:  CS1メンテナンス: デフォルトと同じref (カテゴリ)
- “A Big Pipe”. The Oregonian. (2007年12月11日).  オリジナルの2012年10月8日時点におけるアーカイブ。
- Mortenson, Eric (2015年6月10日). “Ag's needs from Willamette Basin's dam, reservoir system studied”. Capital Press (Salem, Oregon) 2016年2月16日閲覧。
- House, Kelly (2015年7月9日). “As Willamette Project Dam Work Inches Along, Corps Works Out Deadline Extension”. OregonLive 2017年1月22日閲覧。{{cite news}}:  CS1メンテナンス: デフォルトと同じref (カテゴリ)
- Learn, Scott (2011年9月8日). “Getting Salmon Past Daunting Willamette Basin Dams Could Have a Big Price Tag—and a Big Payoff”. OregonLive 2017年1月22日閲覧。{{cite news}}:  CS1メンテナンス: デフォルトと同じref (カテゴリ)
- Rose, Joseph (2011年6月30日). “Construction Begins on New Light-rail Bridge in Portland That Will Go Up 'Piece by Piece'”. OregonLive 2011年6月30日閲覧。{{cite news}}:  CS1メンテナンス: デフォルトと同じref (カテゴリ)
- “The Floods and the Storm”. The Philadelphia Record. (1890年2月9日) 2011年7月2日閲覧。
- “Oregon's Great Floods”. The New York Times. (1890年2月7日) 2011年7月2日閲覧。
- “Floods Wash Out Oregon Bridges”. The Vancouver Sun (Vancouver, British Columbia). (1942年12月1日) 2011年7月2日閲覧。
- “Lower River Areas Hit by Flood Crest”. The Register-Guard. Associated Press (Eugene, Oregon). (1943年1月2日) 2011年7月2日閲覧。
- “Flood Peril Wanes in Ohio Valley”. Reading Eagle. United Press International (Reading, Pennsylvania). (1943年1月1日) 2011年7月2日閲覧。
- “Willamette River Is Nearing Crest of Flood Stage”. The Spokesman-Review. Associated Press (Spokane, Washington). (1946年11月28日) 2011年7月2日閲覧。
- Hall, Landon (2001年10月4日). “After the Flood: Portland State Pays Tribute to Vanport Pioneers”. Daily Record. Associated Press (Ellensburg, Washington) 2013年8月26日閲覧。{{cite news}}:  CS1メンテナンス: デフォルトと同じref (カテゴリ)
- “River Flood Waters Reach Oregon Capital”. Telegraph Herald. Associated Press (Dubuque, Iowa). (1948年12月14日) 2011年7月2日閲覧。
- “Portland Threatened by Rampaging River”. Tri-City Herald (Kennewick, Washington). (1964年12月21日)
- “Floods Spoil Holiday in Oregon, California”. The Spokesman-Review (Spokane, Washington). (1964年12月25日) 2011年6月29日閲覧。
- “Portland Gets Reprieve from a Big Flood Threat”. The Nevada Daily Mail (Nevada, Missouri). (1964年12月27日) 2011年6月29日閲覧。
- “1000 Flee Flood in Northwest; Nation Shivers”. The Pittsburgh Press. United Press International. (1965年1月30日) 2011年7月2日閲覧。
- “Eastern Deep Freeze Eases, but Rain Brings Flood Fears to West”. The Lewiston Daily Sun. Associated Press (Lewiston, Maine). (1965年2月6日) 2011年7月2日閲覧。
- “Swollen River Spares Downtown Portland”. The Deseret News. Associated Press (Salt Lake City). (1996年2月10日) 2011年6月25日閲覧。
- Barnard, Jeff (1996年2月25日). “Flood Spreads in Economy Like Muddy Water”. Rocky Mountain News. Associated Press (Denver) 2011年6月26日閲覧。{{cite news}}:  CS1メンテナンス: デフォルトと同じref (カテゴリ)
- “Flood Wall Comes Down Today in Portland”. The Register-Guard (Eugene, Oregon). (1996年4月1日) 2011年6月26日閲覧。
- “Flood Wall Readied for Next Time”. The Register-Guard. Associated Press (Eugene, Oregon). (1996年10月14日) 2011年6月27日閲覧。
- “Oregon Sets Pace in Improving Environment”. Sarasota Herald-Tribune. Los Angeles Times/Washington Post News Service (Sarasota, Florida). (1973年4月17日) 2011年7月17日閲覧。
- Van der Voo, Lee (2007年7月2日). “History of a Superfund Cleanup Bid”. Portland Tribune.  オリジナルの2016年3月4日時点におけるアーカイブ。
- “Portland touts revived Willamette River” (英語). The Seattle Times. (2017年7月15日) 2023年9月20日閲覧。

### ジャーナル
- Caldwell, James M.; Doyle, Micelis C (1995). “Sediment Oxygen Demand in the Lower Willamette River, Oregon, 1994”. Water-Resources Investigations Report 95-4196 (U.S. Geological Survey):  2. doi:10.3133/WRI954196.  オリジナルのMarch 29, 2020時点におけるアーカイブ。 2020年3月29日閲覧。.
- Spores, Ronald (1993). “Too Small a Place: The Removal of the Willamette Valley Indians, 1850–1856”. American Indian Quarterly (ネブラスカ大学出版（英語版）) 17 (2):  172. doi:10.2307/1185526. JSTOR 1185526.

### 百科事典
- Robbins, William G. “Willamette River”. The Oregon Encyclopedia. Portland State University and the Oregon Historical Society. 2014年5月19日閲覧.
- Jette, Melinda. “Kalapuya Treaty of 1855”. The Oregon Encyclopedia. Portland State University. 2010年6月6日閲覧.
- Willingham, William F. “U.S. Army Corps of Engineers”. The Oregon Encyclopedia. ポートランド州立大学. 2023年8月10日閲覧.
- Reinhardt, Bob. “Detroit Dam”. The Oregon Encyclopedia. Portland State University. 2010年6月7日閲覧.

### 地図
- Oregon Atlas & Gazetteer (Map) (1991 ed.). DeLorme Mapping. § 41–43, 47–48, 53, 59–60, 66. ISBN 0-89933-235-8.
- USGS Topo Maps for United States (Map). Cartography by U.S. Geological Survey. ACME Mapper. 2010年6月7日閲覧.
- U.S. Geological Survey. “Corvallis, Oregon, Quadrangle”  (Map). United States Geological Survey Topographic Map. TopoQuest. 2012年10月13日時点のオリジナルよりアーカイブ. 2010年5月31日閲覧.
- U.S. Geological Survey. “Oregon City, Oregon, Quadrangle”  (Map). United States Geological Survey Topographic Map. TopoQuest. 2012年10月13日時点のオリジナルよりアーカイブ. 2010年6月1日閲覧.
- U.S. Geological Survey. “Portland, Oregon, Quadrangle”  (Map). United States Geological Survey Topographic Map. TopoQuest. 2012年10月13日時点のオリジナルよりアーカイブ. 2010年6月1日閲覧.
- U.S. Geological Survey. “Linnton, Oregon, Quadrangle”  (Map). United States Geological Survey Topographic. TopoQuest. 2012年10月13日時点のオリジナルよりアーカイブ. 2010年6月5日閲覧.

### Webサイト
- “Willamette River”. Geographic Names Information System.   アメリカ地質調査所 (1980年11月28日). 2010年6月25日閲覧。
- “Facts About the Willamette River”.  ウィラメット・リバーキーパー（英語版）. 2016年10月31日時点のオリジナルよりアーカイブ。2016年11月16日閲覧。
- Bureau of Planning and Sustainability. “Willamette River Dredged Material Management Plan Project”.   ポートランド市役所. 2016年11月17日時点のオリジナルよりアーカイブ。2023年2月9日閲覧。
- “Multnomah Channel”.   オレゴン州海洋委員会、オレゴン州公園局. p. 30. 2014年5月29日時点のオリジナルよりアーカイブ。2023年2月9日閲覧。
- “Background – Project”. Columbia River Project—Columbia River Channel Improvement Reconsultation Project.   Sustainable Ecosystems Institute (2001年2月28日). 2011年10月5日時点のオリジナルよりアーカイブ。2023年2月9日閲覧。
- Kammerer, J.C. (1990年5月). “Largest Rivers in the United States”.   アメリカ地質調査所. 2010年7月2日閲覧。
- “Water-Year Summary for Site USGS 14211720”.   アメリカ地質調査所. 2017年1月8日閲覧。
- “Willamette River Multi-Purpose Development in the 1930s”. Army Engineers and the Development of Oregon: A History of the Portland District U.S. Army Corps of Engineers.   アメリカ陸軍工兵隊. p. 107 (1983年). 2014年2月21日時点のオリジナルよりアーカイブ。2023年7月30日閲覧。
- “Tidally-Influenced Waterways”. Waterway Authorizations.   オレゴン州土地管理局. 2012年10月8日時点のオリジナルよりアーカイブ。2023年7月30日閲覧。
- National Weather Service Forecast Office. “Local Tide Predictions and Water Levels”.  Portland, Oregon:  アメリカ合衆国商務省. 2023年7月30日閲覧。
- Ludwin, R. S. (1996年10月11日). “Scotts Mills Earthquake Summary”.  ワシントン大学地球宇宙科学部. 2016年6月28日時点のオリジナルよりアーカイブ。2014年9月5日閲覧。
- “Earthquake Education: Historic Earthquakes in the Pacific Northwest”.  オレゴン州地質・鋼業局（英語版）. 2018年5月29日時点のオリジナルよりアーカイブ。2023年7月31日閲覧。
- “Hazard Mitigation Plan”.  トラウトデール市役所（英語版）. pp. 10–1–10–27 (2010年10月25日). 2014年7月24日時点のオリジナルよりアーカイブ。2023年7月31日閲覧。
- “The Basins: About the Willamette River basin”. The Pacific Northwest Hydrologic Observatory.  オレゴン州立大学. 2014年12月9日時点のオリジナルよりアーカイブ。2023年7月31日閲覧。
- “Oregon – Place 2009 Population Estimates”.  アメリカ合衆国国勢調査局. 2011年6月7日時点のオリジナルよりアーカイブ。2011年1月14日閲覧。
- “Water Utility”.   コーバリス市役所. 2016年11月16日閲覧。
- “2015 Annual Water Quality Report”.   オールバニ市役所. p. 3. 2016年11月16日閲覧。
- “Willamette Floodplain”.  アメリカ合衆国国立公園局. 2023年8月1日閲覧。
- “Clackamas Indians”. ナショナル ジオグラフィック.  ナショナル ジオグラフィック協会 (1996年). 2010年2月8日時点のオリジナルよりアーカイブ。2023年8月1日閲覧。
- “Willamette River Recreation Guide”.   オレゴン州海洋委員会. pp. 1–3, 10 (2007年12月). 2016年11月17日時点のオリジナルよりアーカイブ。2016年11月16日閲覧。
- Kohnen, Patricia (2007年). “Clackamas County Oregon History, 1800 to 1843”. 2023年8月5日閲覧。
- “Introduction”. The Oregon Trail.   Idaho State University. 2010年5月29日時点のオリジナルよりアーカイブ。2023年8月10日閲覧。
- “The Route West”. The Oregon Trail.   Idaho State University (1997年). 2010年5月29日時点のオリジナルよりアーカイブ。2023年8月10日閲覧。
- “Where did the Oregon Trail Go? Reaching Oregon's Willamette Valley”.   Oregon-California Trails Association (2018年). 2023年8月5日閲覧。
- “Clackamas County”. Oregon Blue Book.   Oregon State Archives. 2018年10月26日閲覧。
- Lewis, Alan (2006年8月). “Conquering the Falls: The Willamette Falls Locks”. History of the Willamette Falls.   Willamette Falls Heritage Foundation. 2013年5月17日時点のオリジナルよりアーカイブ。2023年8月10日閲覧。
- Balingit, Moriah; Lednicer, Lisa Grace (2006年5月18日). “Living on Borrowed Time”. The Oregonian.  オリジナルの2013年5月21日時点におけるアーカイブ。 2023年8月10日閲覧。
- “Willamette Falls Locks”.   米国陸軍工兵隊. 2022年12月22日閲覧。
- “A Chronology of Farming in Oregon”.   Oregon Public Broadcasting (2000年). 2016年3月4日時点のオリジナルよりアーカイブ。2023年8月10日閲覧。
- “Sustainable Rivers: Willamette Flow Management”.   The Nature Conservancy (2010年). 2013年11月11日時点のオリジナルよりアーカイブ。2013年11月11日閲覧。
- “Willamette River Basin”.   NOAA National Marine Fisheries Service, Northwest Regional Office (2012年6月28日). 2012年9月22日時点のオリジナルよりアーカイブ。2012年9月22日閲覧。
- “American Heritage Rivers News”.   U.S. Environmental Protection Agency (2009年11月19日). 2011年7月22日時点のオリジナルよりアーカイブ。2011年7月22日閲覧。
- “Willamette River Water Trail”.   American Trails. 2020年3月31日閲覧。
- “National Water Trails System”.   アメリカ合衆国国立公園局. 2020年3月31日閲覧。
- Bacon, Sheila (2003年11月). “West Side Big Pipe”.   Northwest Construction. 2013年9月27日時点のオリジナルよりアーカイブ。2013年9月27日閲覧。
- “Combined Sewer Overflow Control”.   City of Portland. 2016年11月17日時点のオリジナルよりアーカイブ。2016年11月16日閲覧。
- “LIHI Certificate #33 – Willamette Falls Hydroelectric Project, Oregon”.   Low Impact Hydropower Institute. 2016年4月2日時点のオリジナルよりアーカイブ。2014年12月23日閲覧。
- “Willamette Basin Reservoirs”.   Oregon Water Resources Department; U.S. Army Corps of Engineers. 2020年12月19日閲覧。
- “Willamette BiOp”.   Columbia River Basin Federal Caucus. 2012年7月26日閲覧。
- “About Our Willamette Valley Locations”.   U.S. Army Corps of Engineers. 2017年1月18日時点のオリジナルよりアーカイブ。2016年11月16日閲覧。
- “Clackamas River”.   Portland General Electric. 2016年11月16日閲覧。
- Lum, Brian (2015年8月15日). “Tilikum Crossing: Set Apart by Design”.   TriMet. 2015年9月24日時点のオリジナルよりアーカイブ。2015年9月24日閲覧。
- “Portland–Milwaukie Light Rail Bridge Fact Sheet/August 2013”.  TriMet (2013年8月). 2014年2月3日時点のオリジナルよりアーカイブ。2014年4月19日閲覧。
- “2011 Bicycle Counts Report”.   Portland Bureau of Transportation. p. 4. 2013年4月24日閲覧。
- “St. Johns Bridge Dedication”.   Center for Columbia River History. 2016年5月9日時点のオリジナルよりアーカイブ。2016年5月9日閲覧。
- Allen, Cain (2004年). “The Great Flood of 1861”. The Oregon History Project.   Oregon Historical Society. 2016年8月27日時点のオリジナルよりアーカイブ。2016年6月17日閲覧。
- “Mississippi River Anatomy: How Much Water Does the Mississippi Handle?”.   America's Wetland Foundation (2012年6月1日). 2016年5月14日時点のオリジナルよりアーカイブ。2013年8月27日閲覧。
- Thomas, Mike. “Linn City, Oregon: A Victim of Nature's Wrath”.   Bureau of Land Management. 2016年9月30日時点のオリジナルよりアーカイブ。2016年9月30日閲覧。
- “Delta Park”.   Portland Parks & Recreation. 2013年11月10日閲覧。
- “Flood Inundations/FEMA Floodplains: Floods and Floodplains in the Willamette River”. Willamette River Basin Atlas (2nd edition).   Corvallis Forestry Research Community, Oregon State University. 2017年12月9日時点のオリジナルよりアーカイブ。2010年6月6日閲覧。
- “Portland Harbor Cleanup Sites”.   Oregon Department of Environmental Quality (2009年2月17日). 2011年9月30日時点のオリジナルよりアーカイブ。2011年9月30日閲覧。
- Taylor, George H. (1996年11月). “The Great Flood of 1996: Its Causes and a Comparison to Other Climate Events”.   Oregon State University. 2011年8月3日閲覧。
- “Portland Harbor Superfund Site”.   Oregon Department of Environmental Quality. 2006年12月16日時点のオリジナルよりアーカイブ。2006年12月16日閲覧。
- “The Willamette River: A Renaissance in the Making”.   American Rivers. 2016年4月11日時点のオリジナルよりアーカイブ。2016年4月11日閲覧。
- “Processes Controlling Dissolved Oxygen and pH in the Upper Willamette River Basin”.   U.S. Geological Survey (1994年). 2016年12月22日時点のオリジナルよりアーカイブ。2008年2月12日閲覧。
- “Drinking the Willamette: the Power of Public Education”.   Pacific Northwest Section of the American Water Works Association (2008年5月1日). 2012年12月24日閲覧。
- “Willamette Valley Projects”.   Oregon Habitat Joint Venture (2001年11月14日). 2016年3月13日時点のオリジナルよりアーカイブ。2016年3月13日閲覧。
- “Threatened & Endangered Species”. William L. Finley National Wildlife Refuge.   U.S. Fish and Wildlife Service. 2015年7月15日時点のオリジナルよりアーカイブ。2015年6月15日閲覧。
- “Threatened & Endangered Species”. Baskett Slough National Wildlife Refuge.   U.S. Fish and Wildlife Service. 2015年7月15日時点のオリジナルよりアーカイブ。2015年6月15日閲覧。
- Zaveri, Mihir (2011年6月17日). “In Oregon's Willamette Valley, the Race to Save the Endangered Fender's Blue Butterfly”. The Oregonian 2022年12月21日閲覧。{{cite news}}:  CS1メンテナンス: デフォルトと同じref (カテゴリ)
- U.S. Fish and Wildlife Service (2023年1月12日). “Endangered and Threatened Wildlife and Plants; Reclassifying Fender's Blue Butterfly From Endangered to Threatened With a Section 4(d) Rule”. Federal Register.   National Archives. 2023年5月29日閲覧。
- “CPUコードネーム一覧表”.  インプレス. 2023年10月8日閲覧。
- Labrecque, Jackie (2017年7月6日). “Poet's Beach will have life guards, swim rope along Willamette River's west banks” (英語). KATU. 2023年9月20日閲覧。
- Law, Steve (2017年6月7日). “Welcome to Portland's first pop-up beach” (英語). PortlandTribune.com. 2023年9月20日閲覧。